# Bezuidenhout
Het Bezuidenhout is een wijk in het Haagse stadsdeel Haagse Hout. Deze wijk dankt haar naam aan het feit dat zij aan de zuidkant van het Haagse Bos ligt, of liever de onderkant op de kaart. Dit is dus niet precies het zuiden zoals een kompas dat zou aangeven, want een stadsplan van Den Haag wordt meestal met de zee bovenaan getekend; daardoor lijkt de Noordzee het noorden, en Rijswijk het zuiden. En "hout" is een oude benaming voor bos of woud, en slaat dus op het Haagse Bos; vandaar Benoordenhout  en Bezuidenhout. Op een juister getekende kaart, met het noorden boven, ligt Bezuidenhout ten zuidoosten van het bos.
Tot de jaren vijftig van de twintigste eeuw, toen de wijk Mariahoeve verrees, vormde de wijk mede de noordelijke begrenzing van de bebouwde kom van Den Haag, afgezien van de wijk Marlot die in de jaren twintig werd gebouwd op de grens met Wassenaar.
De straatnamen in het Bezuidenhout verwijzen hoofdzakelijk naar gouverneurs-generaal in de gewesten van de voormalige WIC en VOC. Zo zijn er straten vernoemd naar Jacob Mossel en vele andere GG's in Indië, maar ook naar Peter Stuyvesant, die Nieuw Amsterdam stichtte, en Jan van Riebeek, de stichter van de Kaap in Zuid-Afrika.
In 1963 was Bezuidenhout het eerste grote testgebied van kabeltelevisie in Nederland. In de eerste vier weken van de proef lieten 1700 huishoudens zich aansluiten op de kabel. Het succes van de proef veroorzaakte een stroomversnelling in de verspreiding van het nieuwe fenomeen.

## Ligging
Het Bezuidenhout ligt ten noorden van het stadscentrum tegen het Haagse Bos en wordt ruwweg begrensd door de spoorlijn Leiden - Den Haag, de Rijnstraat, de Bezuidenhoutseweg en de Carel Reinierszkade. De wijk grenst aan de wijken Stationsbuurt, Haagse Bos en Mariahoeve en Marlot.

## Geschiedenis

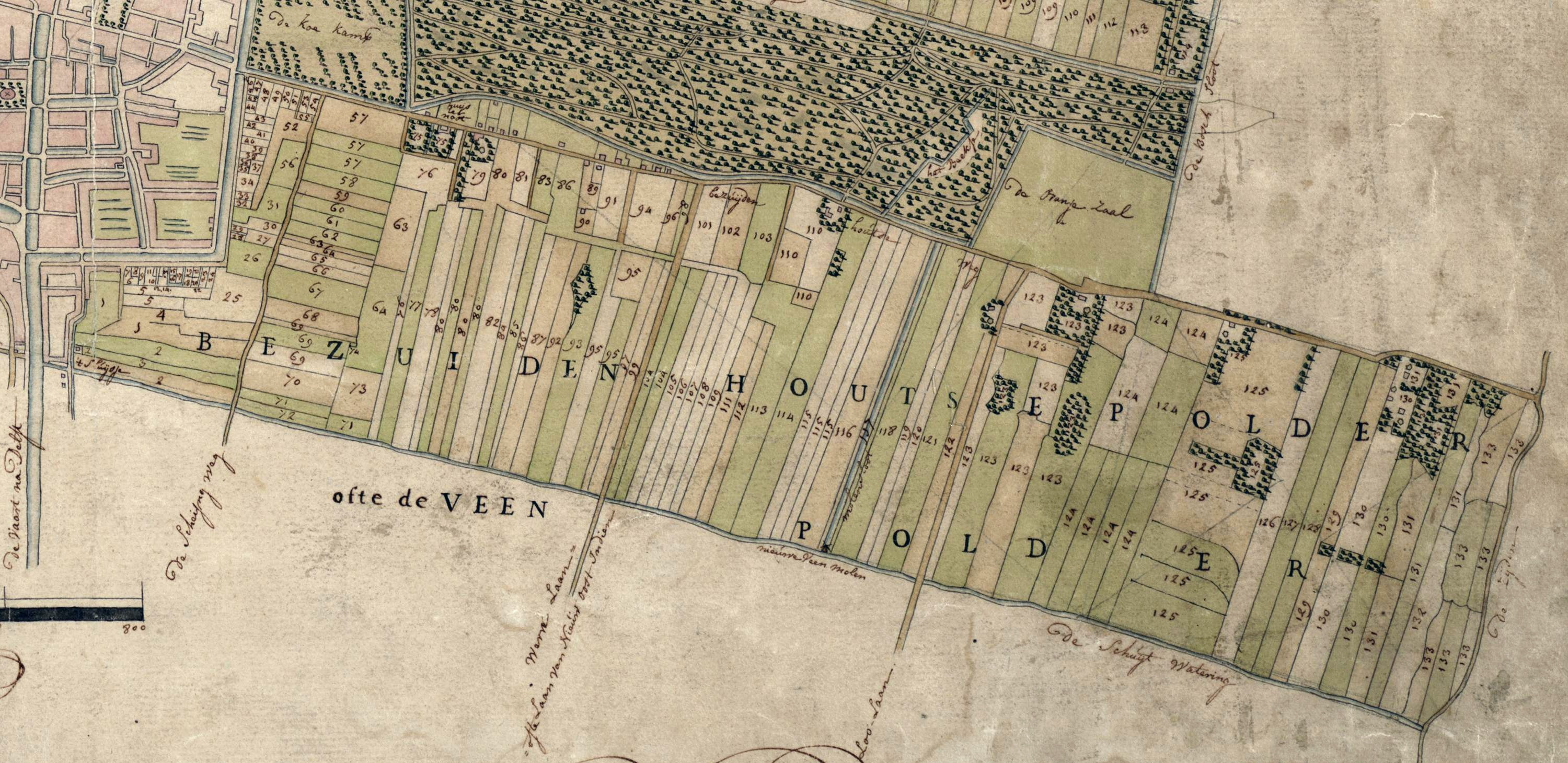
Bezuidenhoutsepolder ofte de Veenpolder anno 1734. Op deze kaart reeds aanwezige straten: Bezuijdenhoutseweg, Scheijngweg (Schenkweg), Werve Laan ofte Laan van Nieuw Oost Indien (Laan van Nieuw Oost-Indië) en de Loo Laan (niet te verwarren met de huidige Loolaan, die een totaal andere ligging heeft)

### Oorsprong
Het gebied dat later het Bezuidenhout zou gaan heten, heette in de middeleeuwen het Heerenveen. Door turfstekers werd daar turf uit het veen gewonnen voor hun heer, de graaf van Holland. Vandaar de toenmalige naam van dit gebied. Het Heerenveen, later genaamd Bezuidenhoutsche Veenpolder, maakte deel uit van de Veenpolder, die onder andere ook de Binkhorstpolder omvatte. Tussen het Heerenveen en Voorburg werd in 1403 een afscheiding gegraven, een wetering. Die heette de Scheijingwetering, afgeleid van het woord Scheiding. De naam werd uiteindelijk verbasterd tot Schenk. Deze ontwikkeling was de eerste aanzet naar de vorming van een polder. Het Hoogheemraadschap van Delfland besloot in 1442 tot de aanleg van waterkeringen (veenkaden) en twee houten sluizen, ter bescherming van de turfgrond van de graaf, die door de verlaging van het maaiveld steeds meer te maken kreeg met wateroverlast. In 1446 kreeg de Veenpolder, inclusief het Heerenveen, zijn eerste poldermolen, de Oude Veenmolen aan de Haagse Trekvliet. Hiermee was de inpoldering van het gebied compleet. In 1461 werd de molen alweer vervangen door de Broekslootmolen (Oude Binkhorstmolen), eveneens aan de Haagse Trekvliet, maar op een grotere afstand van het Heerenveen.
In 1626 verrees op de plek van de Oude Binkhorstmolen een nieuwe molen, die al snel niet op zijn taak berekend bleek te zijn. Daarom werd in 1654 een tweede molen gebouwd, de Nieuwe Veenmolen. Deze verrees langs de Schenk bij de huidige IJsclubweg. Haaks daarop werd de Molensloot of Boschsloot gegraven (langs de huidige Carel Reinierszkade) als verbinding met de Bezuidenhoutsevaart tussen de Bezuidenhoutseweg en het Haagse Bos. Hierdoor kwam de Nieuwe Veenmolen ook bekend te staan als de Boschmolen. De naam Heerenveen raakte na verloop van tijd in onbruik; voortaan werd het gebied de Nieuwe Veenpolder genoemd. Gezien de ligging bij het Haagse Bos sprak men tegelijkertijd ook van de Bezuidenhoutsepolder. Overigens was in die tijd geen sprake van officieel vastgelegde namen.

### Bouw van het Bezuidenhout

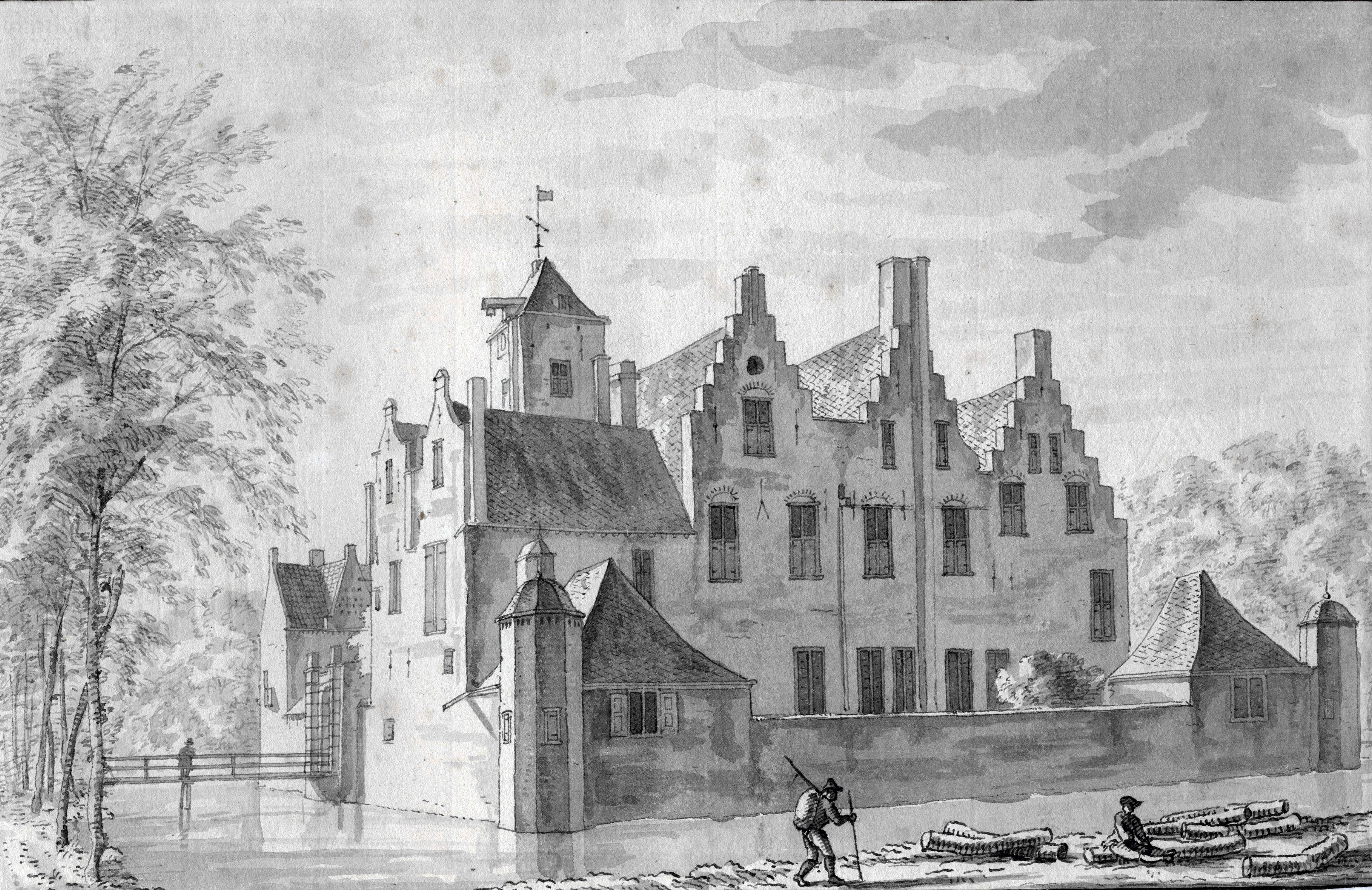
Het omgrachte Huis Ter Noot had het voorkomen van een kasteel en lag aan de oostzijde van de Bezuidenhoutseweg, ongeveer ter plaatse van de latere Utrechtsebaan.

#### Eerste bebouwing
De oudste bebouwing in Bezuidenhout verrees langs de Bezuidenhoutseweg, waarvan de oorsprong teruggaat tot in de middeleeuwen. Op verspreide plekken stonden nabij de weg buitenplaatsen en boerderijen. De buitenplaatsen hadden namen als: Boschlust, Huis Ter Noot, Willemsburg, Louisenburg, Zuiderbosch, Zandvliet en Het Kleine Loo. Ook stonden enkele herbergen langs de Bezuidenhoutseweg enkele herbergen, waaronder Nieuw Oost-Inje, Het Bonte Koetje en Het Rad van Avontuur. Daarnaast waren er woningen van werklieden. Van al deze bebouwing is nagenoeg niets overgebleven, behalve soms een vermelding in een straatnaam. Slechts de toegangspoort van Paleis Huis ten Bosch aan de Bezuidenhoutseweg resteert. Deze is afkomstig van buitenplaats Het Kleine Loo. Het paleis, dat verrees in de zeventiende eeuw, heeft een uitgang aan de Bezuidenhoutseweg, maar ligt officieel niet in de wijk Bezuidenhout.

#### Besuyenhouyts Buert

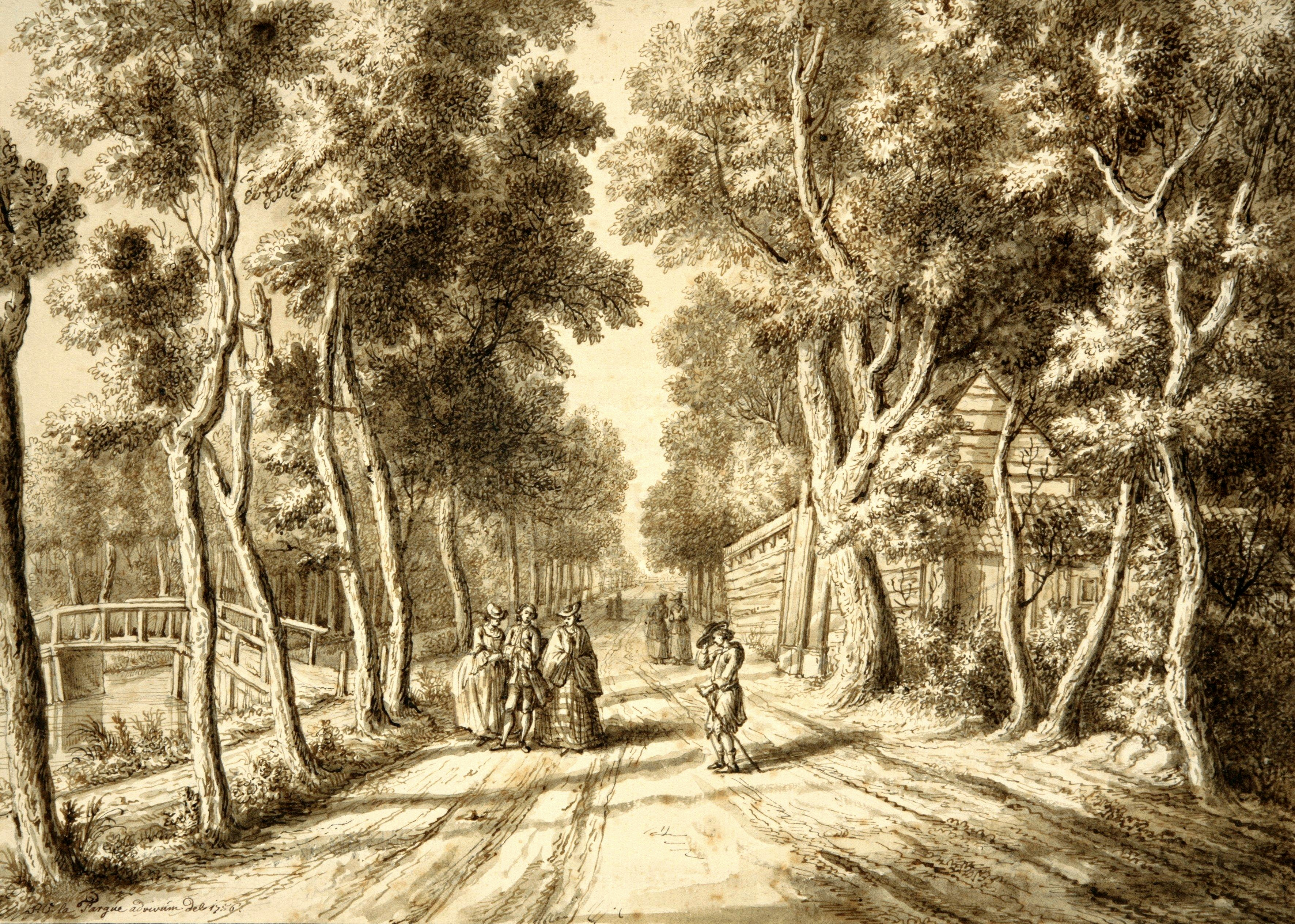
In 1756 was de Bezuidenhoutseweg, hier gezien richting Wassenaar, niet meer dan een zandweg.
(P.C. la Fargue)

Vanwege de groei van het aantal woningen langs de Bezuidenhoutseweg werd rond 1730 de Bezuidenhoutsebuurt opgericht. Deze omvatte de woningen ter weerszijden van de Bezuidenhoutseweg en liep van de Schenkweg tot de grens met Wassenaar. Deze buurt, georganiseerd als een soort vereniging, was verantwoordelijk voor het bewaren van een goede verstandhouding tussen de buurtbewoners, wederkerige hulpverlening en het handhaven van orde en rust binnen de buurt. Het betrof zaken als het organiseren van buurtfeesten, het bij toerbeurt ophalen van overleden mensen en het beslechten van burenruzies. Welke huishoudens tot de buurt behoorden, werd bijgehouden in Het Boeck van de Besuyenhouyts Buert.

#### Negentiende eeuw
In de tweede helft van de negentiende eeuw groeide de bevolking van Den Haag explosief, waardoor de aanleg van nieuwe woonwijken noodzakelijk werd. Rond 1850 begon de daadwerkelijke uitbreiding van het centrum met herenhuizen langs de Bezuidenhoutseweg in het verlengde van de Herengracht. Daar bevond zich Hotel Bellevue dat rond 1750 was gebouwd als villa van Pieter Lyonet en een fraai uitzicht bood op de Koekamp. Investeerders onder wie de bankier Pierre Jean Landry en bouwondernemer Willem Hendrik van Zanten kochten oude buitenplaatsen op en braken die af voor nieuwbouw van herenhuizen. In 1868 waren de 1e en 2e Van den Boschstraat de eerste geheel nieuw aangelegde straten in Bezuidenhout met rijtjeshuizen en in 1872 aangevuld met de Engelse kerk. Door de bouw in 1878 van het Rhijnspoorstation (het latere Staatsspoorstation) werd het gebied ten noordoosten van de Haagse binnenstad ineens veel aantrekkelijker voor woningbouw. Vanaf eind negentiende eeuw tot 1910 werd het noordwestelijke deel van de woonwijk Bezuidenhout gebouwd.

#### 1910-1945
In de volgende decennia tot de Tweede Wereldoorlog werd de bouw van de rest van de wijk voltooid. Ten westen van de Laan van Nieuw Oost-Indië trof men vooral huizen in de stijl van de neorenaissance en art nouveau aan. De toenmalige directeur van de Dienst Gemeentewerken van Den Haag, Isaac Lindo, drukte zijn stempel op de stedenbouwkundige opzet van de wijk. Zijn uitbreidingsplan van 1897 voorzag in een recht stratenpatroon met brede diagonale verbindingswegen. Onder de meer bekende architecten die in het oudste deel van Bezuidenhout gebouwen zouden ontwerpen, vindt men Wilhelmus Bernardus van Liefland, Daniël Knuttel en Johan Mutters.
In het nieuwste gedeelte van de woonwijk Bezuidenhout, ten noorden van de Laan van Nieuw Oost-Indië, werd na de Eerste Wereldoorlog onder andere gebouwd in de stijl van de Nieuwe Haagse School. Zo vindt men in de Juliana van Stolberglaan tussen Stuyvesantplein en Schenkkade woongebouwen die zijn ontworpen door Co Brandes, een bekende vertegenwoordiger van deze architectuurstijl. Architecten die in dit deel van Bezuidenhout gebouwen ontwierpen in de stijl van de nieuwe zakelijkheid, zijn Jan Duiker, Bernard Bijvoet, Cornelis van Eesteren en Jos Klijnen.

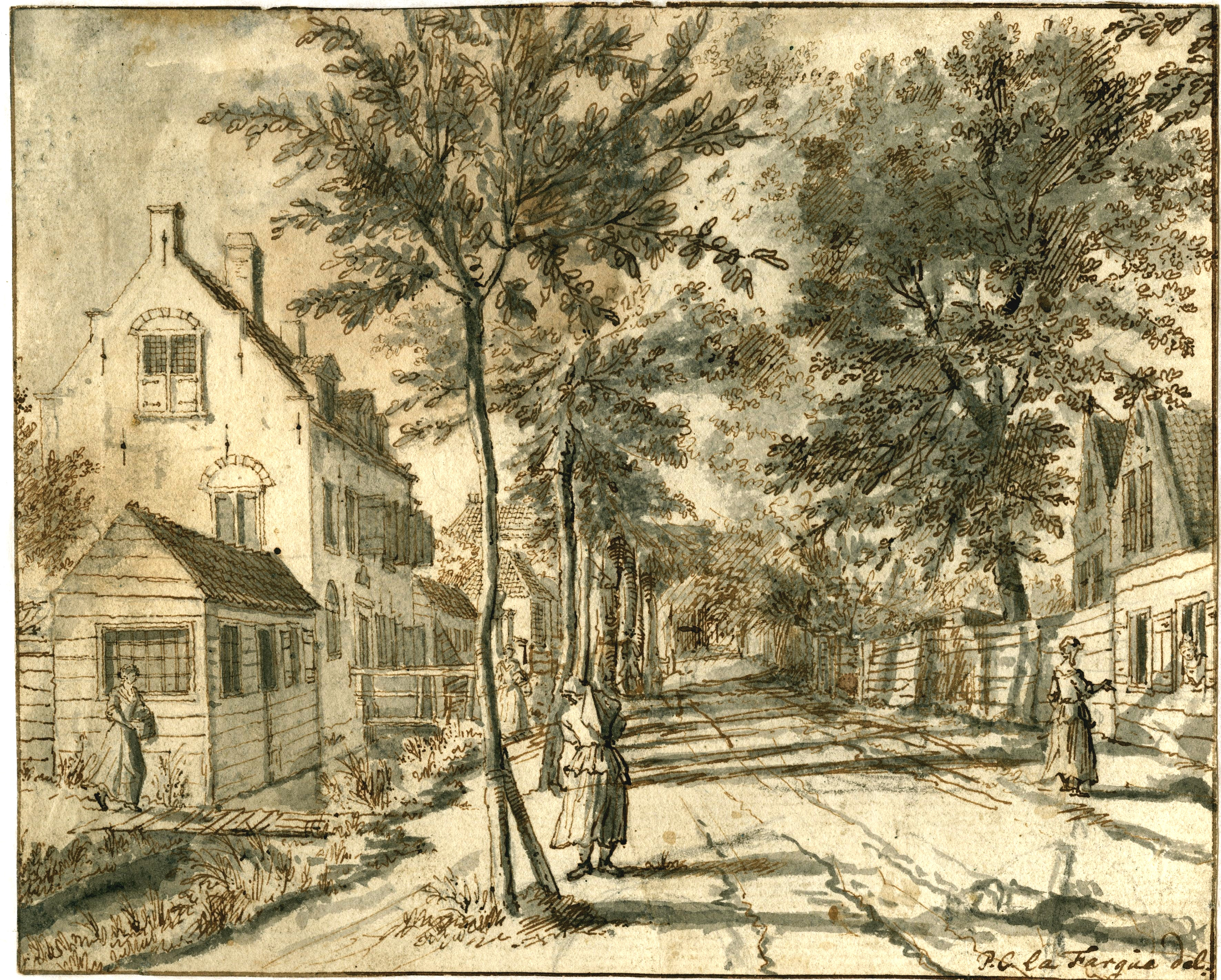
Bezuidenhoutseweg gezien richting de Herengracht, 1760.
(P.C. la Fargue)

### Tweede Wereldoorlog
In het Bezuidenhout woonden veel Joodse burgers; zo'n veertien procent van de Joodse gemeenschap in Den Haag. In de wijk hadden zij hun eigen voorzieningen, waaronder de synagoge aan de Carpentierstraat. In het straatbeeld kon men sjabbatpaaltjes aantreffen. Tijdens de bezetting van Nederland in de Tweede Wereldoorlog zijn velen van hen gedeporteerd naar concentratiekampen. Net als in andere buurten vonden ook in Bezuidenhout razzia's plaats. Die van 21 november 1944 die was gericht op het opsporen van mannen ten behoeve van de arbeitseinsatz in Duitsland leverde niet veel op.
Gedurende de bezettingstijd was Bezuidenhout overbevolkt. Als gevolg van het Bombardement op Rotterdam op 14 mei 1940 waren duizenden Rotterdammers in Bezuidenhout komen wonen. Vanwege de ontruiming van Scheveningen vanwege de bouw van de Atlantikwall kwamen daar nog velen bij.

#### Bombardement
In de Tweede Wereldoorlog heeft het stadsdeel zware schade geleden door een geallieerd bombardement op 3 maart 1945. Doel ervan was de opstelling van Duitse V-2 raketten in het nabijgelegen Haagse Bos. Door een combinatie van 'gewone' fouten bij het afwerpen van de bommen en het gebruik van verkeerde kaartcoördinaten werd een groot deel van Bezuidenhout verwoest. Er waren 550 dodelijke slachtoffers. De jonge Britse officier die verantwoordelijk was voor het overschrijven van de coördinaten op de kaarten kreeg een buitengewoon milde straf. Zijn meerderen, die hem hadden moeten controleren, bleven helemaal buiten schot. Pogingen van de Nederlandse regering om duidelijkheid en gerechtigheid te verkrijgen liepen op niets uit.

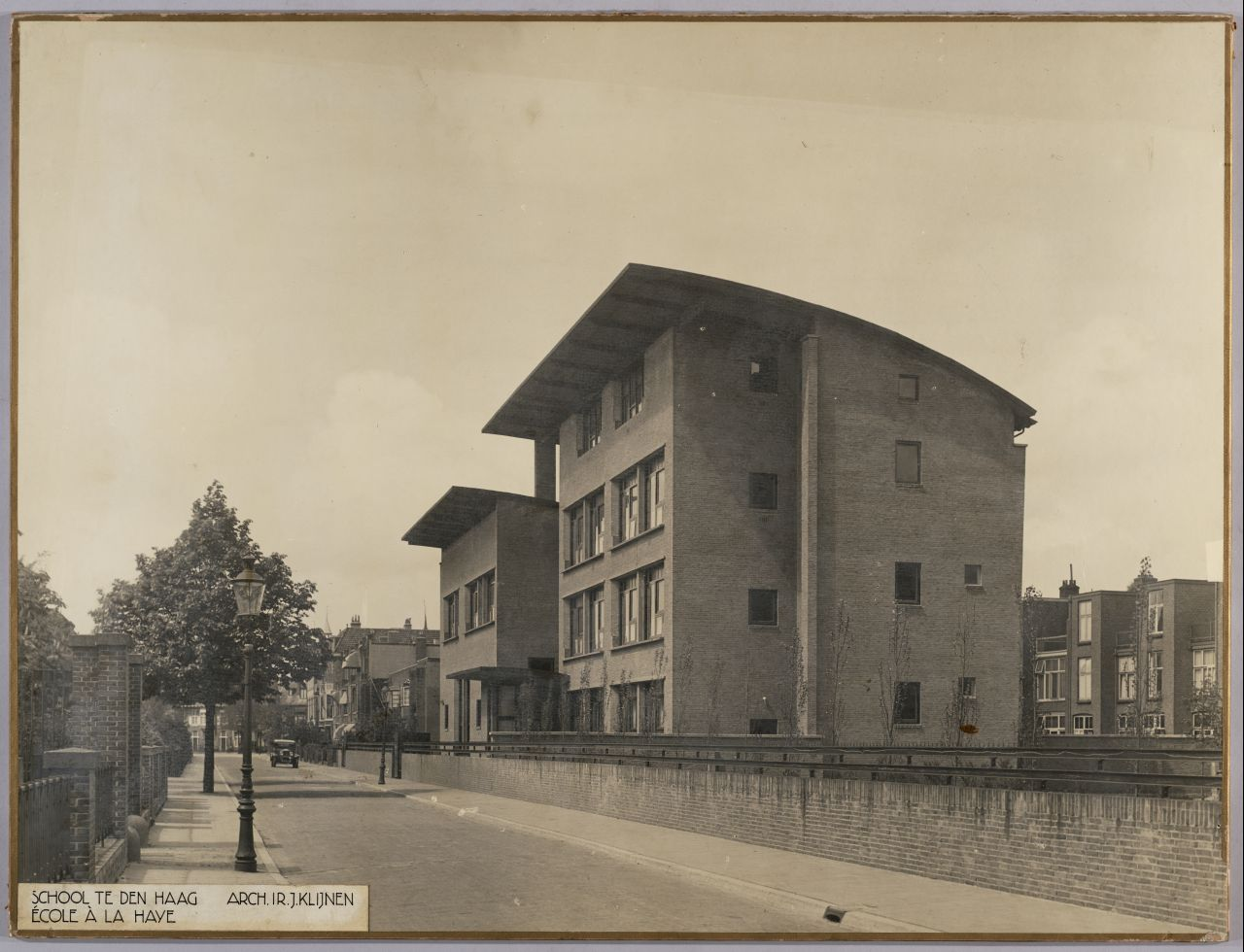
School in de Koningin Sophiestraat, in 1927 ontworpen door Jos Klijnen. Het gebouw overleefde het rampzalige bombardement van 1945

Vooroorlogs Bezuidenhout
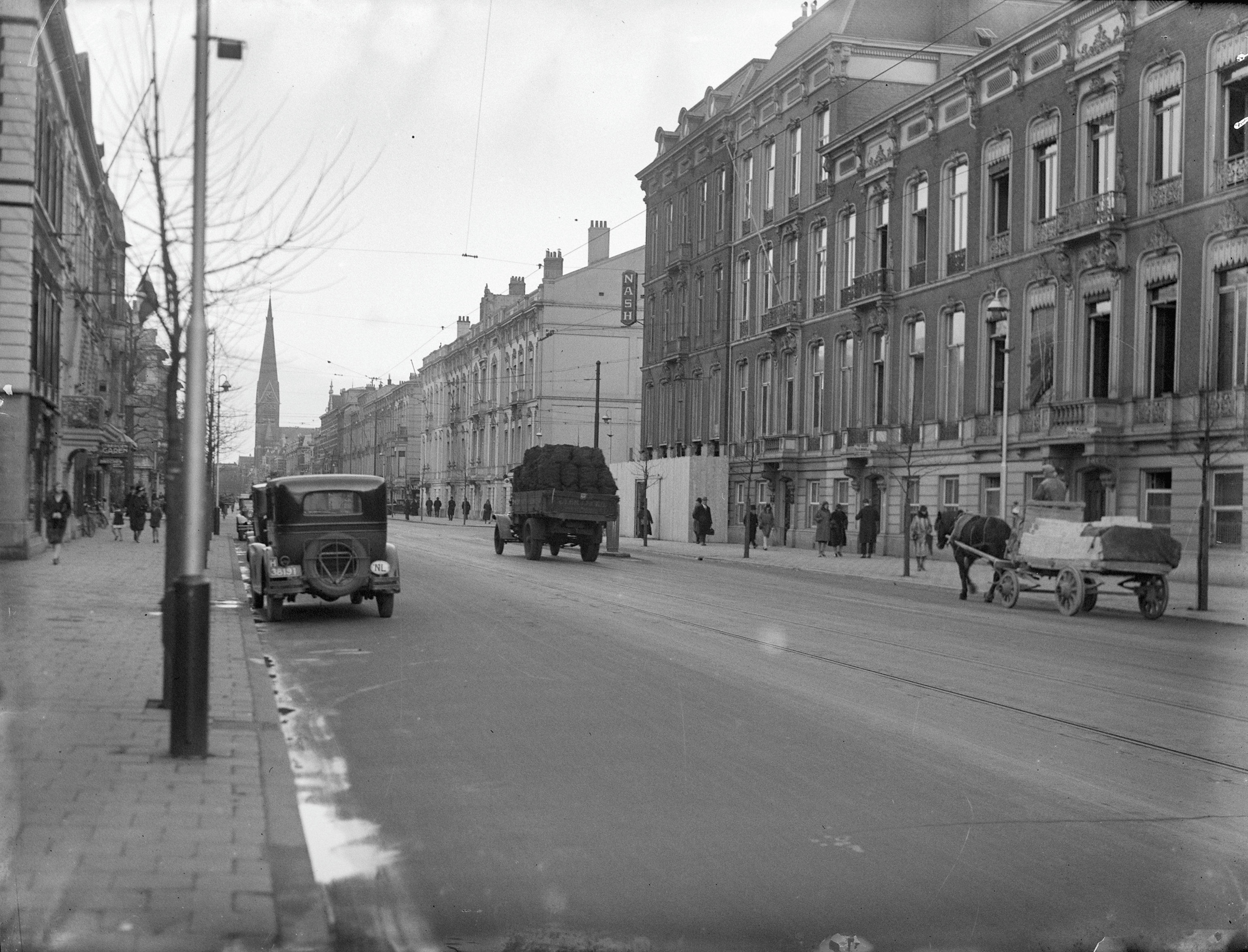
Bezuidenhoutseweg gefotografeerd in noordelijke richting, januari 1931. De kerk op de achtergrond is de rooms-katholieke kerk aan de O.L.V.-van-Goede-Raad op de hoek van de Mariastraat.
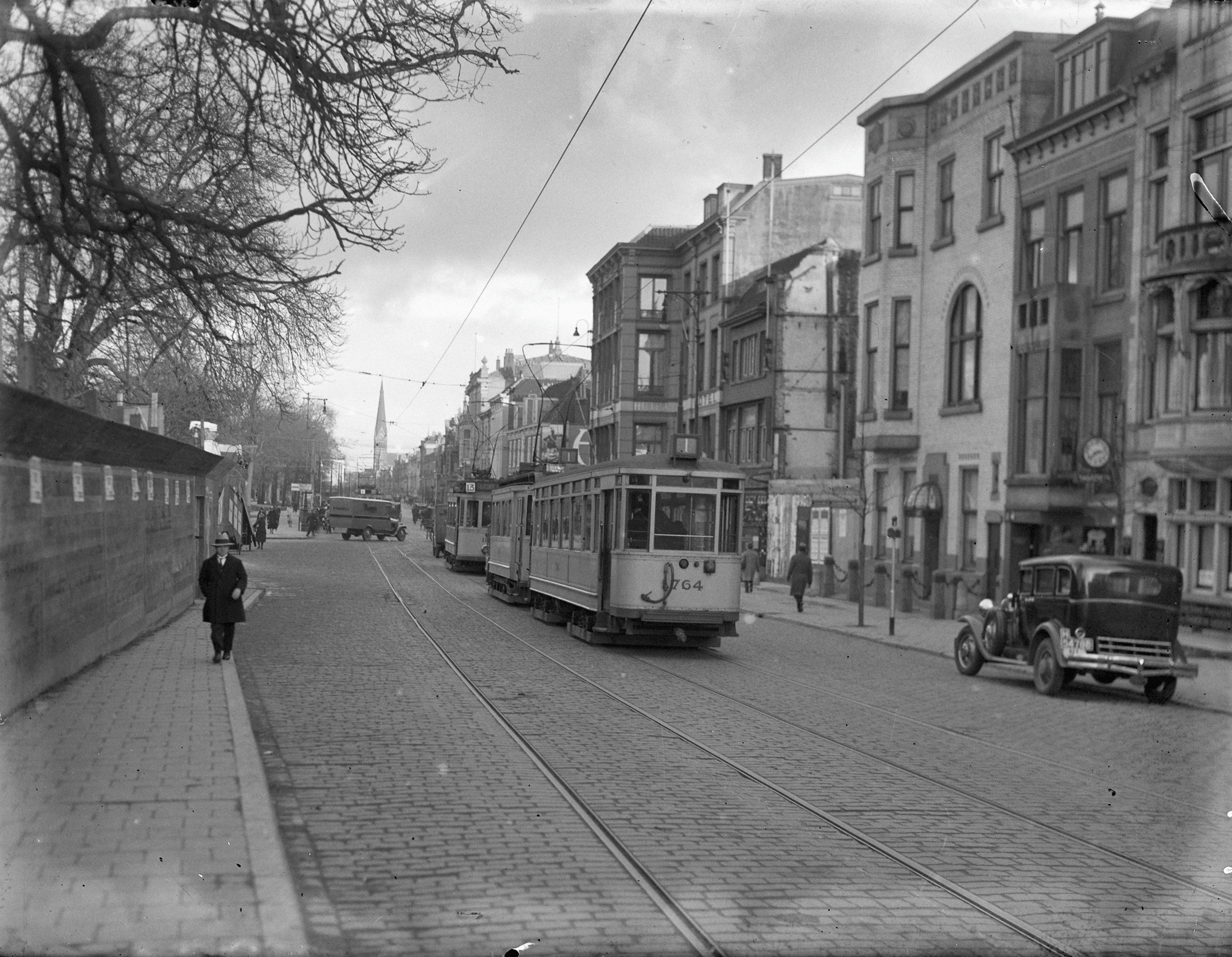
Lijn 1 op de Bezuidenhoutseweg in januari 1931. De tram zal rechts afslaan naar het Station Staatsspoor.
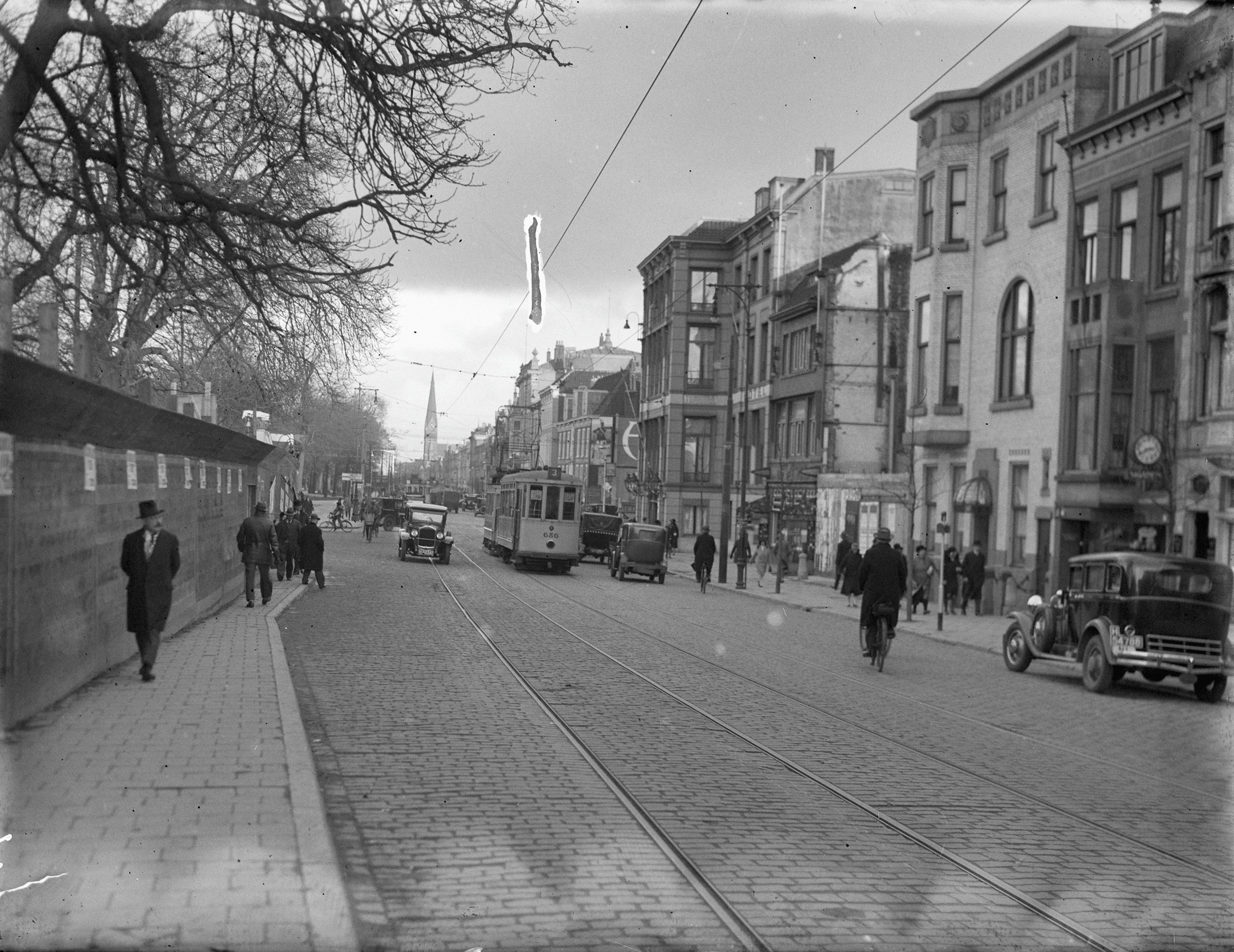
Een tramstel van lijn 3 op de Bezuidenhoutseweg, januari 1931. De tram is op weg naar Marlot en zal rechtdoor de gehele Bezuidenhoutseweg afrijden.
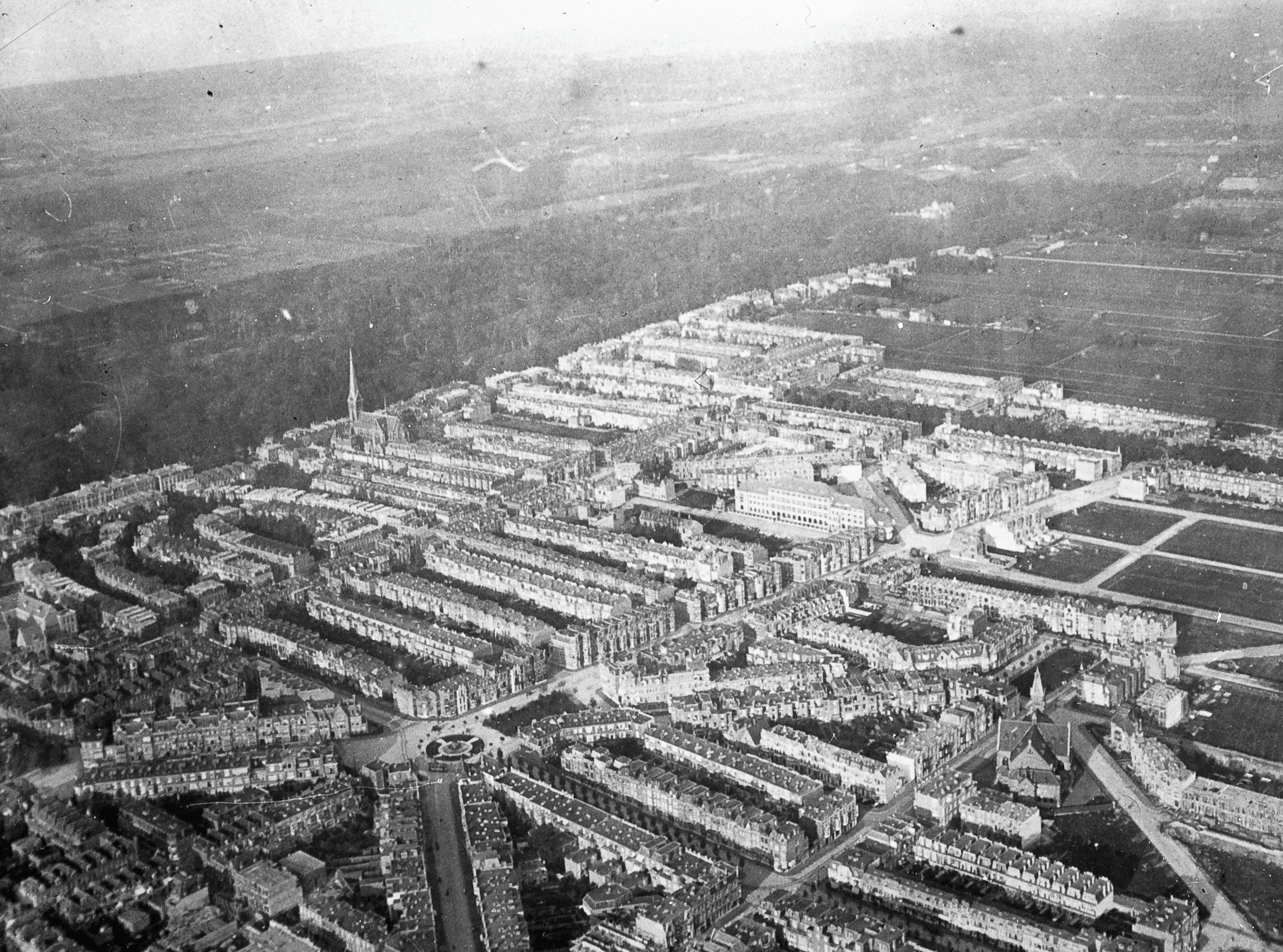
Luchtfoto van een gedeelte het Bezuidenhout, van zuid naar noord gefotografeerd, 1934. Oriëntatiepunten: plein linksonder: Juliana van Stolbergplein; kerk rechtsonder ligt aan het Louise de Colignyplein; kerk(spits) linksmidden: Bezuidenhoutseweg, hoek Mariastraat; paleis Huis ten Bosch: rechtsboven in het zwart van het Haagse Bos.
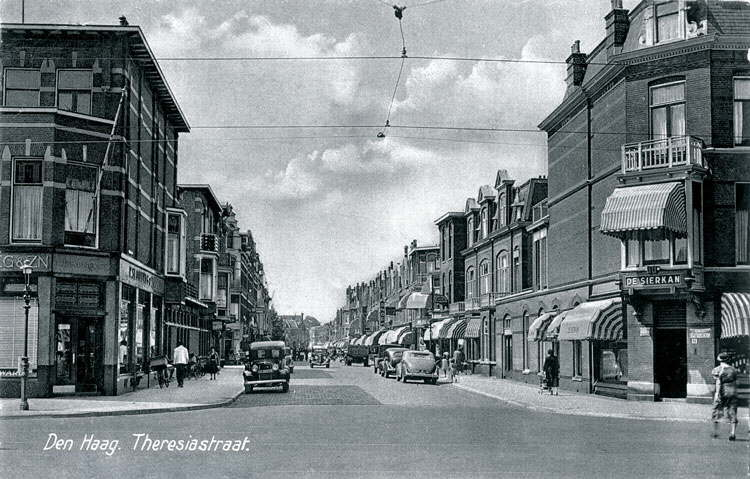
Zicht in de Theresiastraat vanaf de hoek met de Laan van Nieuw Oost Indië in zuidwestelijke richting. Dit wijkgedeelte werd weggebombardeerd.
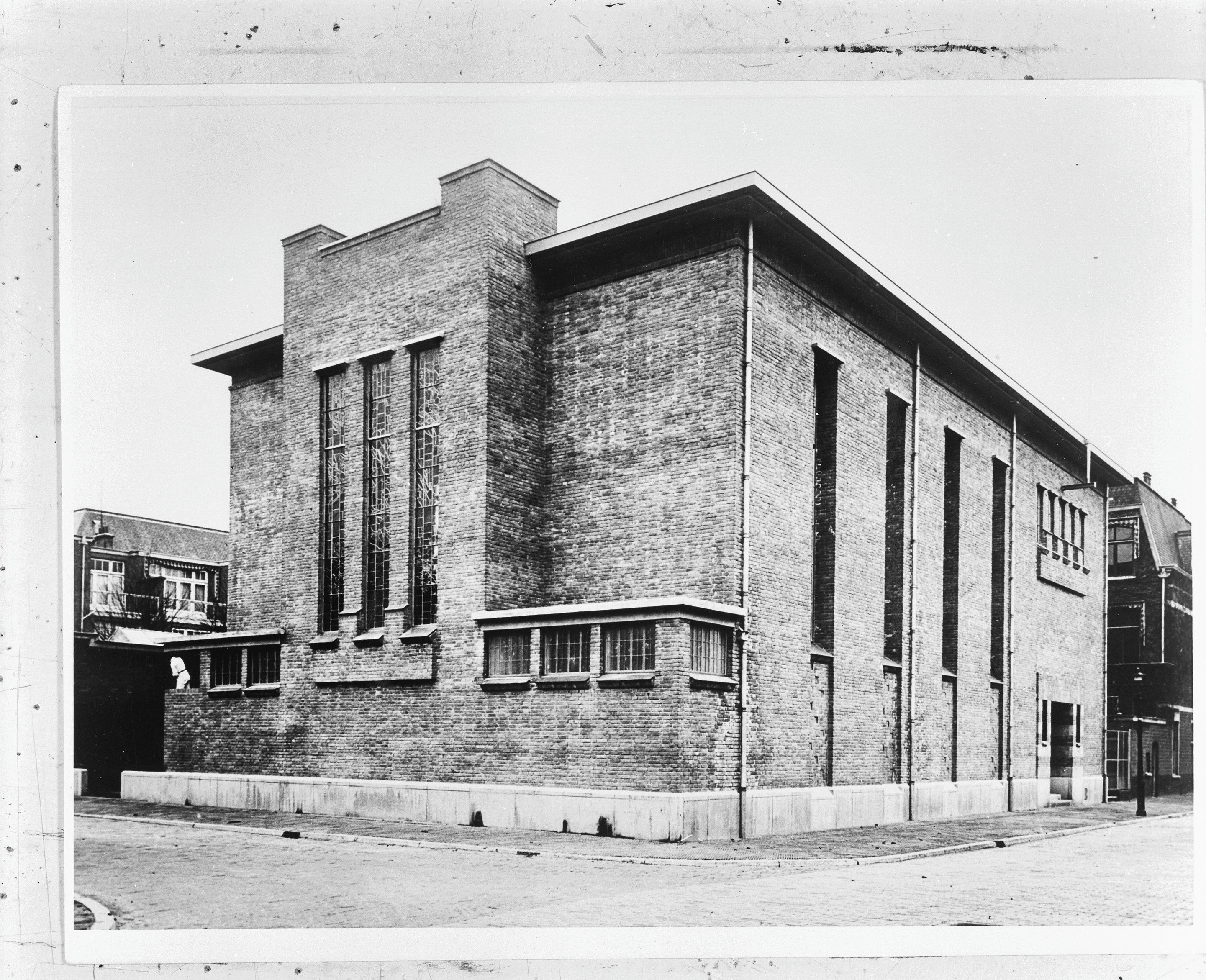
Voormalige synagoge aan de Carpentierstraat.

### Wederopbouw
Het Bombardement op het Bezuidenhout vernietigde 80% van de bebouwing van het deel van het Bezuidenhout in het vierkant Schenkweg – Bezuidenhoutseweg – Laan van Nieuw Oost Indië – Schenkkade en 20% van de bebouwing in het vierkant Laan van Nieuw Oost Indië – Bezuidenhoutseweg – Schenkkade/IJsclubweg – Carel Reinierszkade.
De herstel- en herbouwwerkzaamheden na het einde van de Tweede Wereldoorlog duurden zeker 60 jaar. In 2013 had de wijk nog lege plekken door het bombardement en de daaropvolgende sloop van de oude bebouwing. Op vele getroffen plaatsen werd na het puinruimen begonnen met het bouwen van nieuwe woningen en het herstellen van herbouwbare gedeeltes. De eerste nieuwbouw die gereed kwam bestond uit woningen en winkelgalerijen in de Merkusstraat, de Van Linschotenstraat, noordelijk op de Laan van Nieuw Oost Indië, de kruising Theresiastraat en langs de Juliana van Stolberglaan. Sommige straten zoals de Albertinestraat en de Agnesstraat keerden in het nieuwe stratenpatroon niet terug. In opdracht van de gemeente Den Haag werd in de naoorlogse jaren het Wederopbouwplan Bezuidenhout door stedenbouwkundige Willem Dudok opgesteld. In eerste instantie kreeg het plan veel bijval. Het omvatte onder meer het ondergronds brengen van het station Staatsspoor (later Den Haag Centraal Station) en de nieuwbouw van een regeringskwartier ten zuiden van het ondergrondse station. Hiermee werd een – vooral verkeerstechnisch uitstekende – verbinding ontworpen tussen het stadscentrum en het nieuwe Bezuidenhout. Als voordelen van het ondergrondse station zag men onder meer dat een grote ruimte aan bouwgrond beschikbaar kon komen en dat aanleg van een ondergrondse spoorverbinding langs de Raamweg naar Scheveningen mogelijk zou worden. De NS verzetten zich hevig tegen Dudok’s voorstellen. Met het eindelijk aanvaarde wederopbouwplan van 1962 – waarin slechts enkele elementen van Dudok’s plannen terugkwamen – werd de uiteindelijke structuur van de omgeving vastgelegd. Er werd besloten tot een bovengronds spooremplacement met een nieuw kopstation, een verdiepte Utrechtsebaan en het Prins Bernhardviaduct.
Het gebied naast het station werd door deze ontwikkelingen ingesloten, zo ontstond een stedelijk eiland dat Bezuidenhout C – de woonwijk met de centrale as Charlotte de Bourbonstraat – werd genoemd. Dit wijkje – een mengeling van jaren 1930 portiekwoningen en jaren 1970 sociale woningbouw – had van 1972 tot 1981 een busverbinding waarvan chauffeurs het eindpunt gekscherend Nova Zembla noemden.
Als onderdeel van het wederopbouwplan werd in 1965 een kavelovereenkomst gesloten tussen de gemeente en het Rijk. De gemeente leverde het Rijk zes bouwrijpe kavels, gunstig gelegen nabij het nieuwe openbaar vervoerknooppunt, het Centraal Station, en de uitvalsweg de Utrechtsebaan. Dit station wordt eind jaren 1960 gebouwd en in 1973 voltooid waarbij twee etages openbaar vervoer elkaar bovengronds kruisen. Het station(semplacement) is sindsdien een barrière tussen het Bezuidenhout en het Haagse centrum.
De hele vroegere woonwijk rond de Daendelsstraat wordt in de jaren 1970 vervangen door nieuwbouw van het winkelcentrum Babylon, het Nationaal Archief en de Koninklijke Bibliotheek. Door de opheffing van de Blauwe Tram, die tot 1961 door de Schenkstraat reed, hoefde geen rekening meer worden gehouden met de inpassing van het openbaar vervoer in dat gebied. Om het nieuwe Centraal Station met tramlijnen bereikbaar te maken werd een viaduct tot de Juliana van Stolberglaan gebouwd met één bovengrondse tramhalte Ternoot. Deze lijn loopt meer centraal door de wijk en de reistijd naar het centrum werd voor velen korter. Vanaf het dak van de bovengrondse parkeergarage die in deze vroegere woonwijk verrezen is werd een viaduct door de Koekamp naar de Bosbrug gepland om een tramlijn vanuit het centrum via het CS naar Scheveningen – aansluitend op de route van lijn 9 – aan te kunnen leggen. Dit plan stuitte op verzet en werd uiteindelijk niet uitgevoerd. Een gelijkvloerse oplossing voor deze verbinding wordt in 1983 geopend.
Het gebied ten zuiden van de toenmalige 2de Adelheidstraat (nu Prinses Beatrixlaan) bleef tot ver in de jaren 1980 in ontwikkeling. Dwars door en onder de vroegere 1ste Van den Boschstraat – nu Prins Clauslaan – werd de Utrechtsebaan gebouwd. Grootschalige kantoorgebouwen verschijnen langs, tussen en over dit gebied. Op de hoek van de Bezuidenhoutseweg en de 1ste Van der Boschstraat werd in de jaren 1950 het door rijksbouwmeester Gijsbert Friedhoff ontworpen Ministerie van Landbouw, Visserij en Voedselvoorziening gebouwd. In 1985 werd op de tegenoverliggende hoek het Ministerie van Buitenlandse Zaken, ontworpen door Dick Apon, opgeleverd. Dit gebouw Bezuidenhoutseweg 67 kreeg de bijnaam Aponrots (ook Apenrots) wegens zijn getrapte bouw. Het werd in 2021 de tijdelijke zetel van de Tweede Kamer. Het Paleis van Justitie op de hoek van de Theresiastraat en de Juliana van Stolberglaan werd in 1973 naar een ontwerp van architect ir. F. Sevenhuysen in gebruik genomen. Het werd in 1996 uitgebreid naar een ontwerp van architect ir. N.C. van Vugt en werd daarmeetwee keer groter. Tegenover het Paleis werd tussen 1974 en 1980 het Koninklijk Conservatorium, ontworpen door Leon Hijman en Paul Waterman, gebouwd en opgeleverd.
Met het Prins Bernhardviaduct, dat aansluit op de Juliana van Stolberglaan en aan de andere kant op het Spui kreeg het Bezuidenhout een rechtstreekse verbinding met het zuidelijk centrumgedeelte. Het gloednieuwe vooroorlogse zwembad – het ‘Bosbad’ in de Amalia van Solmsstraat – werd niet herbouwd en herrees later in de wijk Mariahoeve. Vier statige pleinen, het Juliana van Stolbergplein, het Louise de Colignyplein, het Koningin Mariaplein en het Charlotte de Bourbonplein worden ook niet herbouwd. Het stadion van voetbalclub VUC aan de Schenkkade, dat tijdens het bombardement getroffen werd, is na de oorlog weer in gebruik genomen. VUC verhuisde in 1969 naar Het Kleine Loo in Mariahoeve en de voetbalvelden maakten plaats voor kantoren. De wijk kreeg in 1959 een wijkbioscoop in de 2de De Carpentierstraat – Du Midi – die in 1985 wordt gesloten en later gesloopt. Dit gebouw was in 1938 in gebruik genomen als synagoge, ontworpen door de architecten J.S. Baars en J. Hegt. Op de hoek van de Juliana van Stolberglaan en de Laan van Nieuw Oost Indië werd in 1962 de door architect Drexhage ontworpen Christus Triumfatorkerk in gebruik genomen.
Het tramnet – dat op 17 november 1944 was stilgelegd – werd ernstig beschadigd. Lijn 13 (Zuiderpark – Stuyvesantplein), die dwars door het gebombardeerde gebied haar route had, kreeg na de bevrijding tot aan de opheffing in 1952 een ander traject via Bezuidenhoutseweg en Laan van Nieuw Oost Indië en pas in de jaren 1970 werd door het genoemde tramviaduct de centrale route door de wijk gedeeltelijk hersteld. De andere tramlijnen over de Bezuidenhoutseweg (4/4A, 6 en 7) en de Laan van Nieuw Oost Indië (6 en 7) konden al op 12 juli 1945 weer gedeeltelijk in dienst komen. In Dudok’s plannen werd voor het openbaar vervoer een gelijkvloerse oplossing bedacht met verlenging van de lijn over de Laan van Nieuw Oost Indië naar Voorburg en werd de Blauwe Tram langs het nieuw te bouwen Centraal Station gevoerd. Van zijn plannen kwam niets terecht. De Blauwe Tram werd in 1961 opgeheven. Daarvoor was in 1959 de lange verliesgevende tramlijn over de Bezuidenhoutseweg, via Overbosch, naar Marlot (lijn 4) opgeheven. Een gedeeltelijk vervangende lijn 17 – Station Laan van Nieuw Oost Indie <> Moerwijk – hield het zes jaar uit. De in 2006 in gebruik genomen RandstadRail 3 en RandstadRail 4 naar Zoetermeer rijden over een door architectenbureau Zwarts & Jansma ontworpen viaduct boven de Prinses Beatrixlaan dat door zijn vorm de bijnaam ‘Netkous’ heeft gekregen.

Naooroorlogs Bezuidenhout
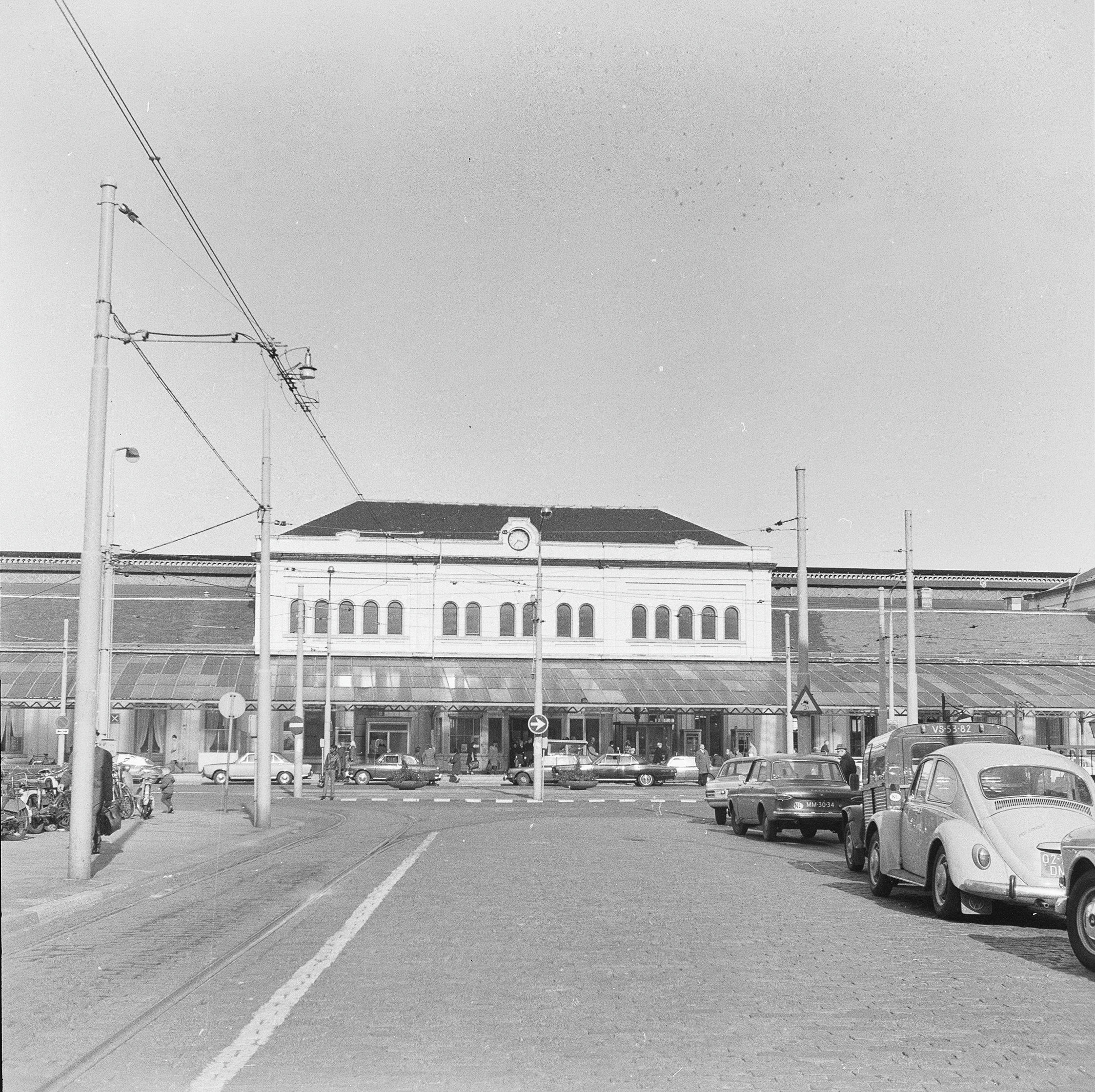
Station Staatsspoor, hier vanuit de Korte Rijnstraat gezien, was het begin van het Bezuidenhout vanaf het centrum.
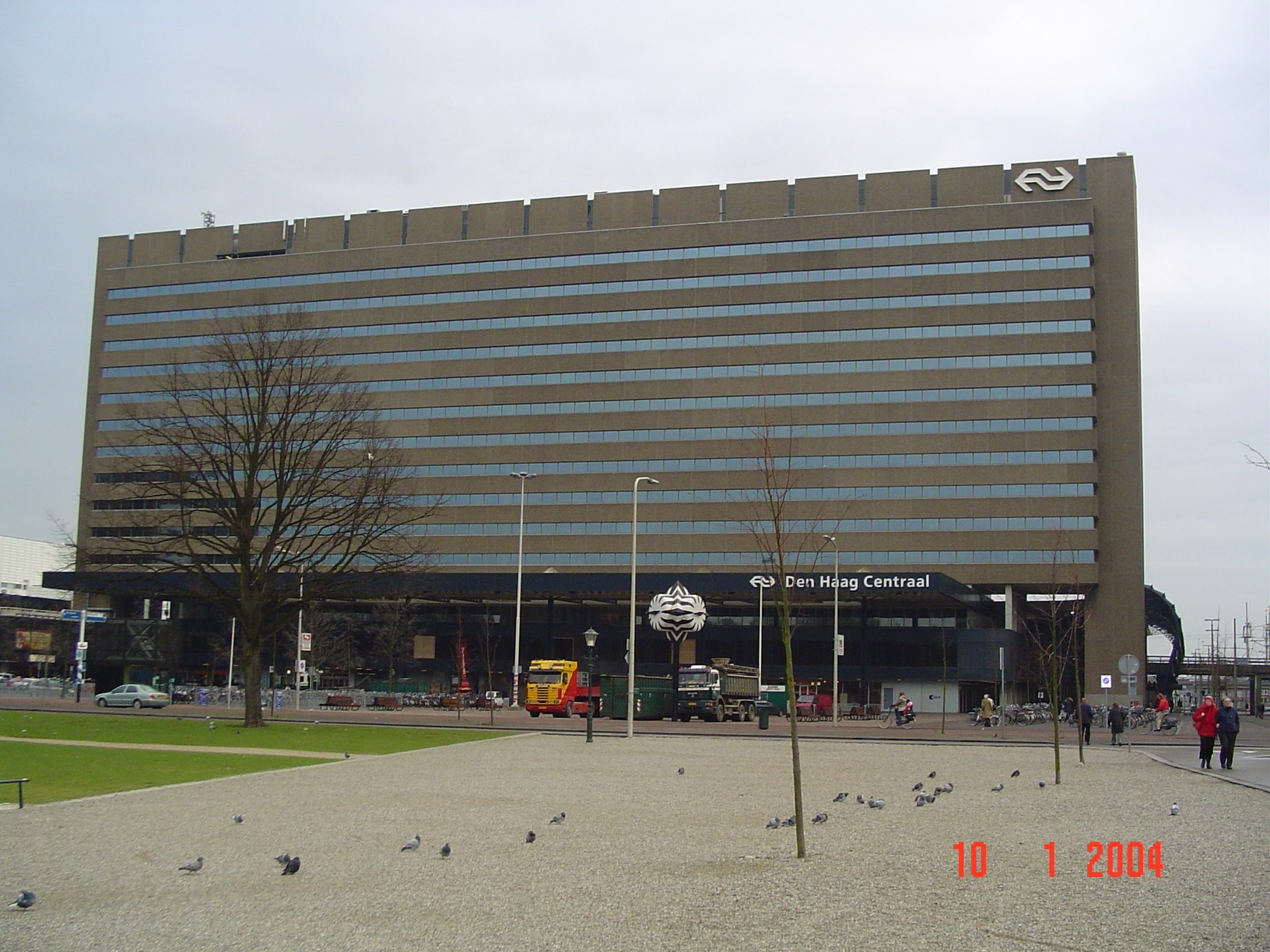
Het Centraal Station vervangt sinds 1973 het Station Staatsspoor.
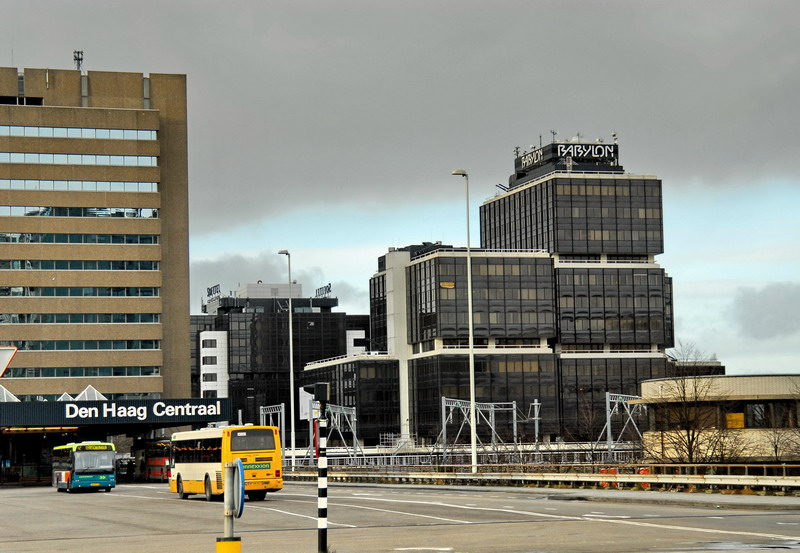
’Babylon’ is opgeleverd in 1978 en tot 2013 ombouwd en uitgebreid met 2 woontorens. Het staat op de plaats van de vroegere Schenkstraat.
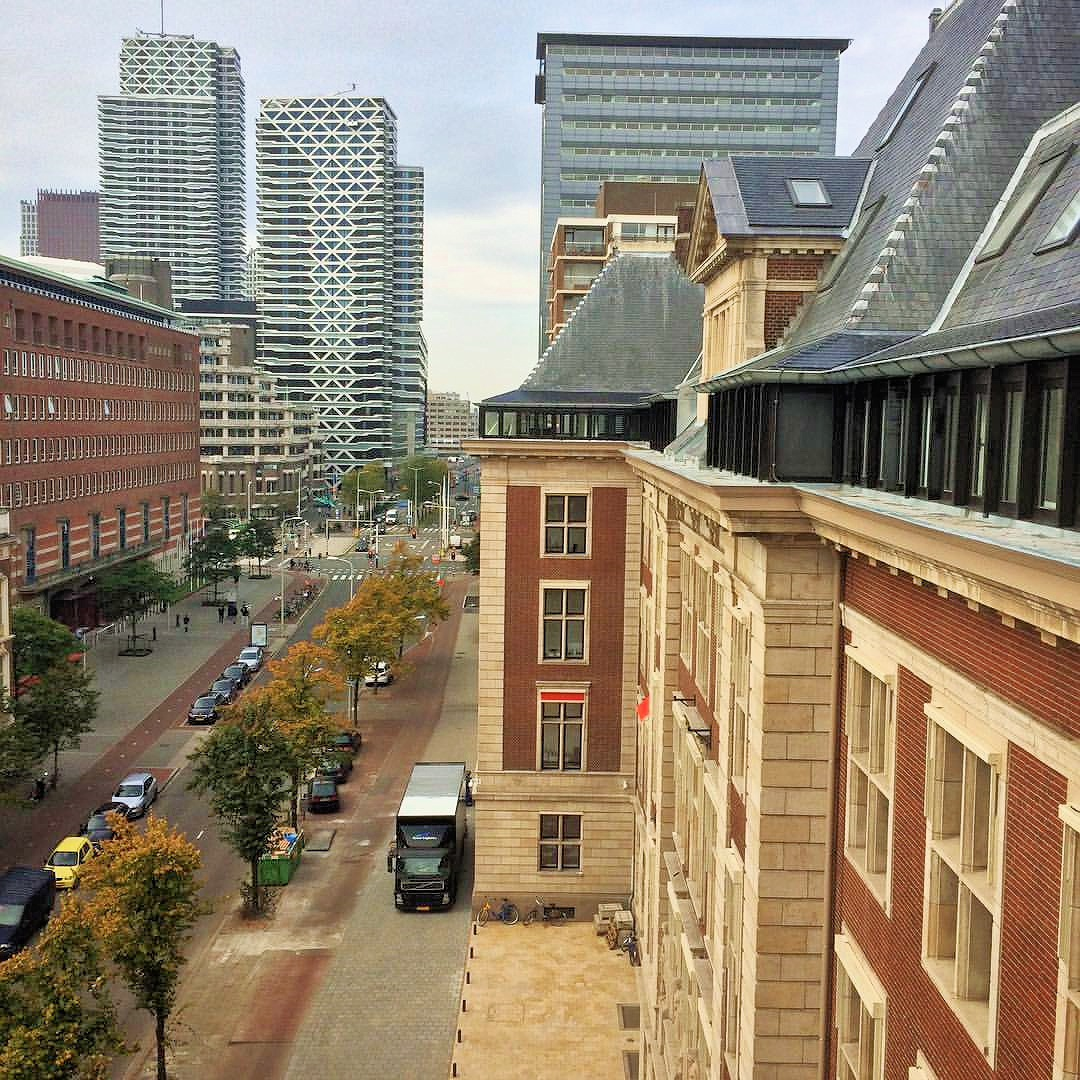
De torens van New Babylon gezien vanuit de Bezuidenhoutseweg.
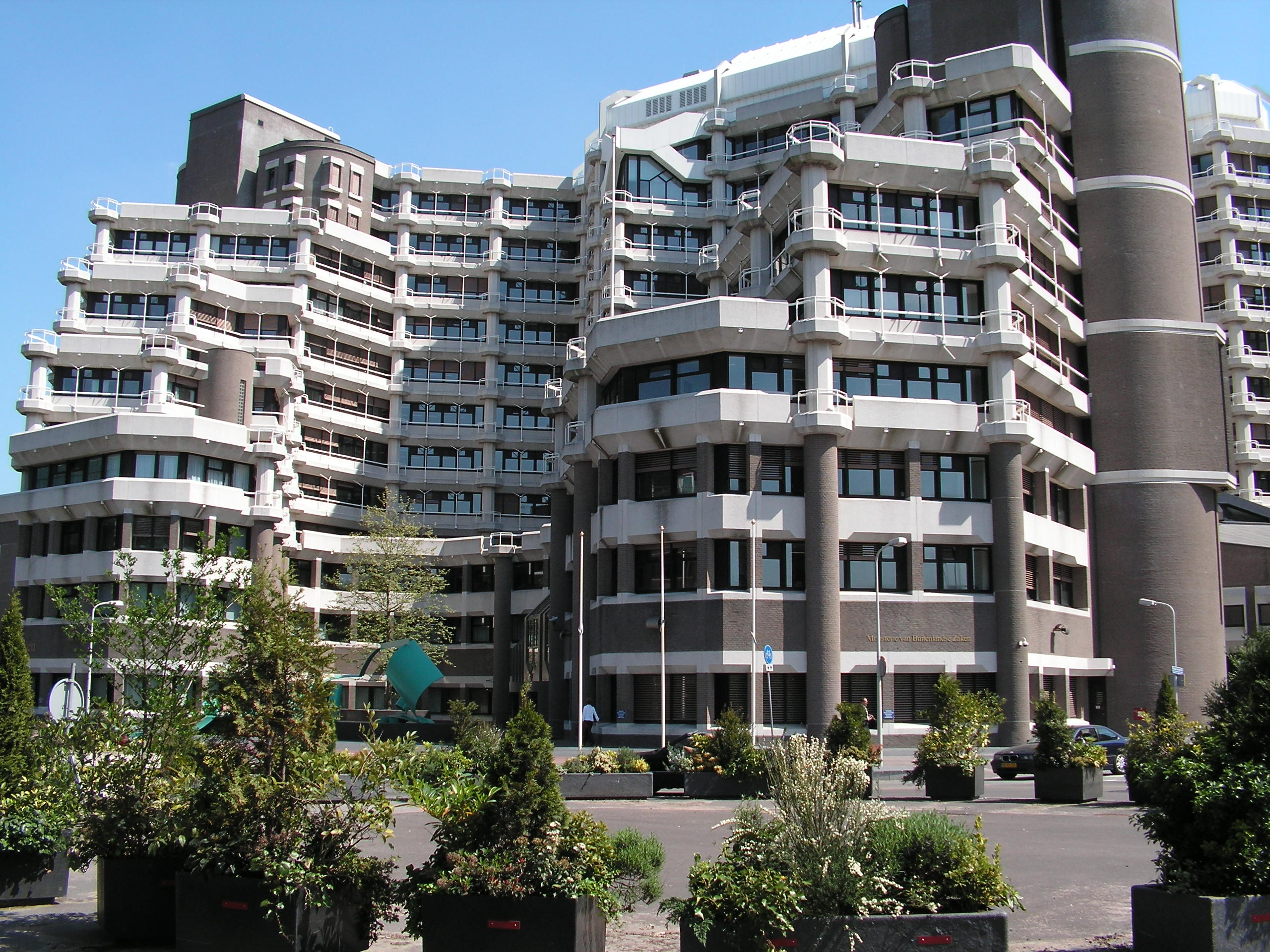
Het voormalige ministerie van Buitenlandse Zaken aan de Bezuidenhoutseweg. Sinds de zomer van 2021 heeft het Rijksvastgoedbedrijf in dit gebouw de Tweede Kamer gehuisvest.
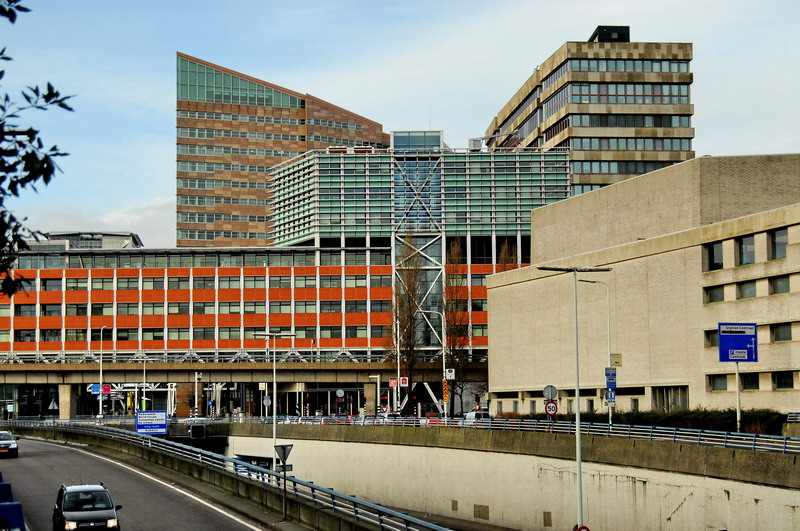
Zicht op de Grotiusplaats. Rechts het gebouw van het Koninklijk Conservatorium, de hoogbouw vormt het Paleis van Justitie.

## Economie

### Winkelen en uitgaan

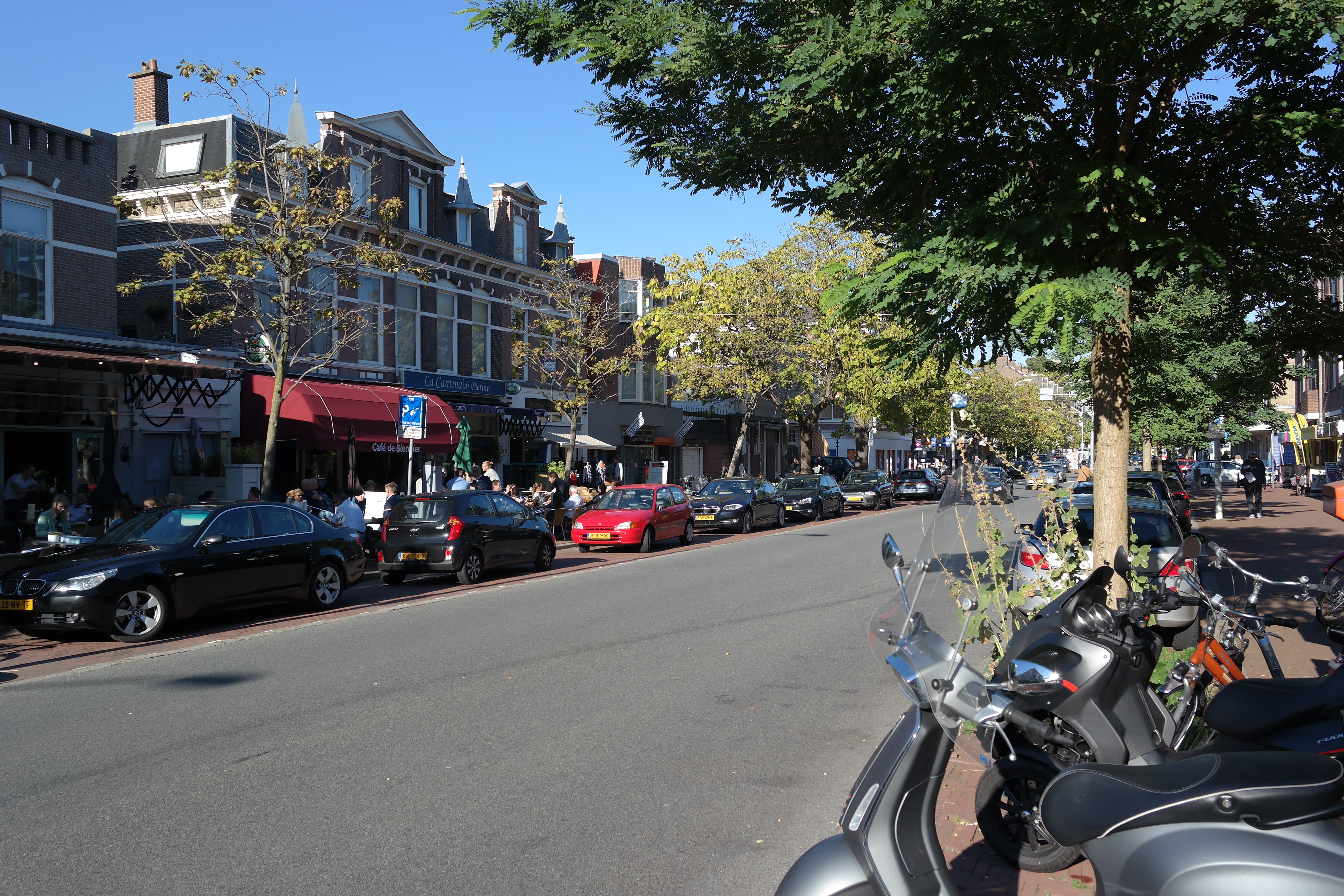
Begin van de Theresiastraat, waar nog vooroorlogse huizen staan, met op de begane grond winkels en horeca.

De Theresiastraat is de grootste winkelstraat van het Bezuidenhout met een mengeling van bekende grootwinkelbedrijven zoals Albert Heijn en Gall & Gall, terwijl er ook de minder bekende lokale speciaalzaken zijn te vinden. In de Theresiastraat zijn in toenemende mate cafés en restaurants gevestigd, waarvan sommige met terras. Vooral aan de zijde van de binnenstad is er sprake van een concentratie, deels veroorzaakt door de aanwezigheid van veel grote overheidskantoren. Ook de groei van het aantal in de wijk woonachtige expats en hogeropgeleiden zorgt voor verandering in het aanbod van de Theresiastraat.

## Sport
In de wijk bevinden zich weinig grote buitensportvelden. De belangrijkste is het Spaarwaterveld, waar zich ook een Krajicek Playground bevindt. Het Haagse Bos wordt veel benut voor recreatief hardlopen. Direct over de grens in de wijk Mariahoeve bevindt zich een concentratie van buiten- en binnensportvoorzieningen die beide wijken bedienen, waaronder voetbalclubs, tennis- en badmintonverenigingen. Aan de Vlaskamp is gevestigd het gemeentelijk Sport- en recreatiecentrum Overbosch, waarin de Sporthal Overbosch, met ruimte is voor voetbal, volleybal, basketbal, tennis, badminton en judo. en Zwembad Overbosch met een vijftal baden, waaronder een 25 meter wedstrijdbad, instructiebad, peuterbad en een recreatiebad met stroomversnelling. Ook is een aantal stoomcabines en zonnehemels aanwezig tegen betaling.

## Verkeer en vervoer
Het Bezuidenhout is zowel over de weg als met het openbaar vervoer bereikbaar.

### Wegvervoer

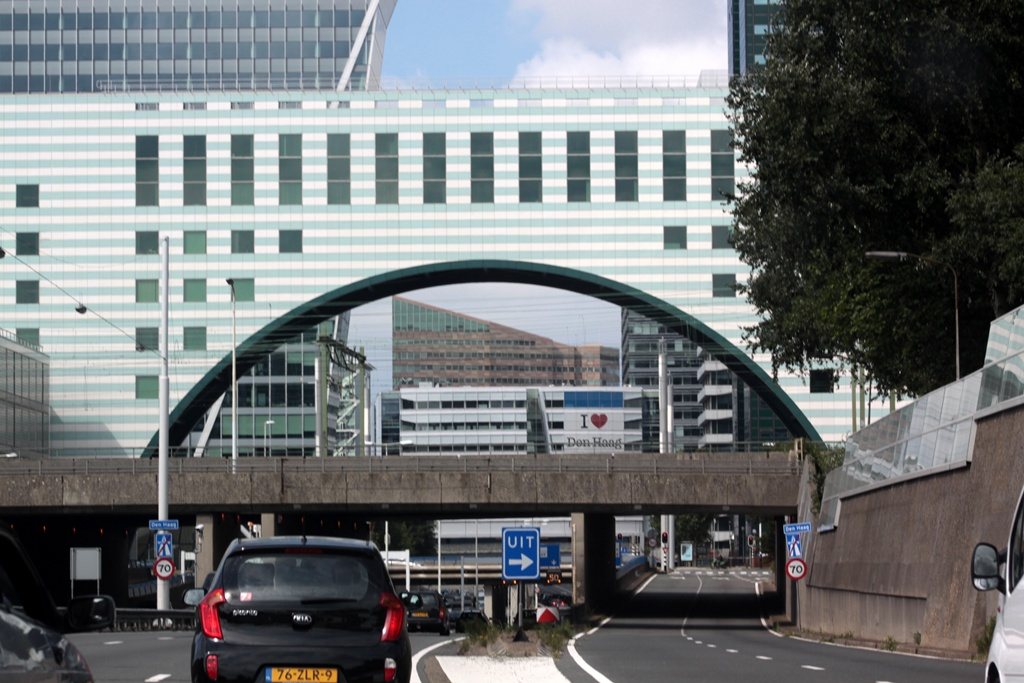
Utrechtsebaan (Rijksweg A12)

Het begin van de autosnelweg A12 (Utrechtsebaan) loopt door het Bezuidenhout in een verdiepte tunnelbak. Er zijn twee op- en afritten in de wijk.

#### Autodelen
In 2021 is een groep buurtbewoners gestart met het delen van auto's via een buurtcoöperatie. Inmiddels maken meer dan 100 buurtbewoners uit de wijk gezamenlijk gebruik van 7 auto's. Door dit initiatief hebben zij meer dan 30 eigen auto's afgestoten, wat heeft geleid tot meer leefruimte en een verbeterde leefomgeving in de wijk.
Op een aantal plekken in het Bezuidenhout zijn parkeerplaatsen gereserveerd voor commerciële deelauto's van MyWheels en Greenwheels, waar minder frequente automobilisten gebruik van kunnen maken. Voor langere ritten kan een auto worden gehuurd bij een van de verhuurbedrijven in de wijk.

### Openbaar vervoer

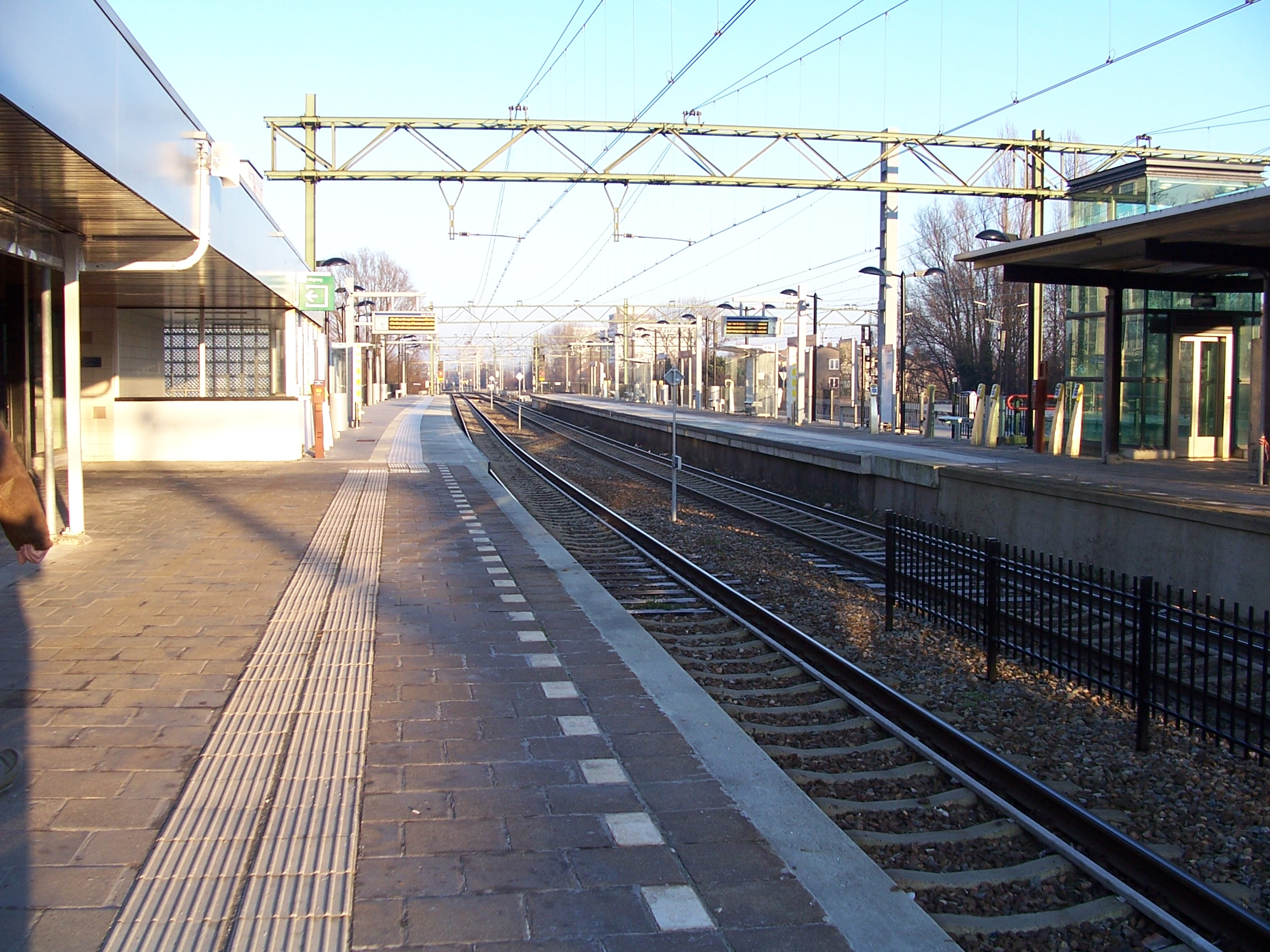
Station Laan van NOI

#### Trein
Stations Den Haag Centraal en Den Haag Laan van NOI liggen in het Bezuidenhout.

#### Tram
De HTM tramlijnen 2 en 6 rijden door het Bezuidenhout. Beide lijnen stoppen op de halte Ternoot. Veel andere Haagse tramlijnen stoppen tevens bij het Centraal Station.

#### Bus
De HTM buslijnen 23 en 24 rijden door het Bezuidenhout. Veel andere Haagse buslijnen stoppen tevens bij het Centraal Station.

#### RandstadRail

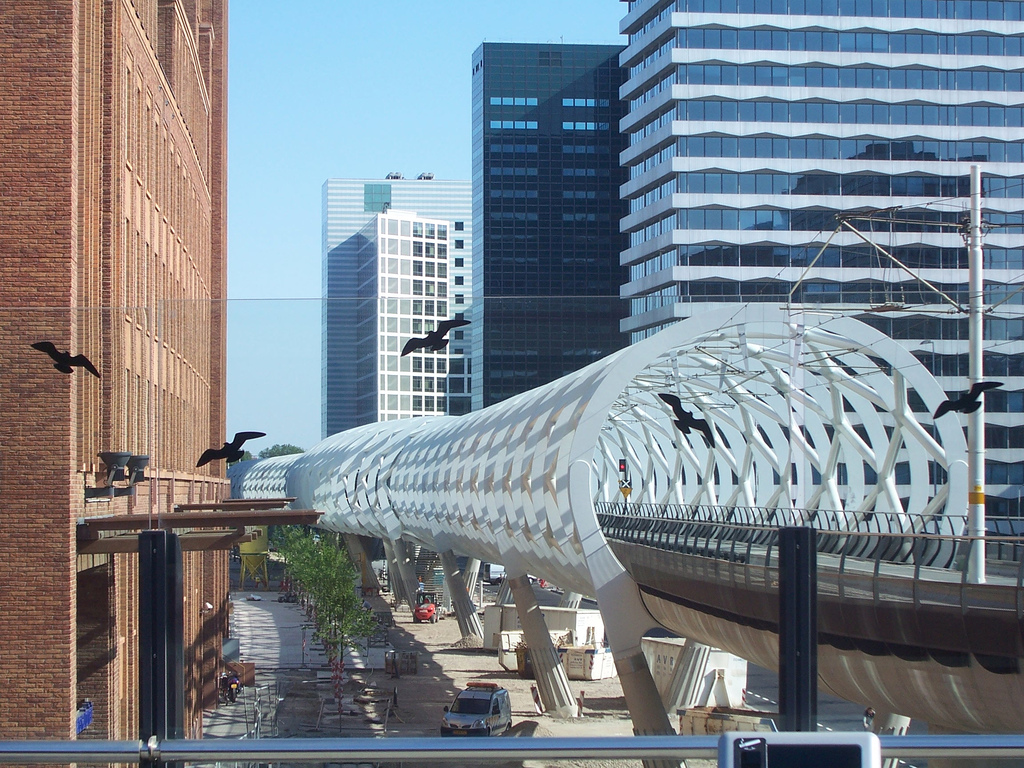
Viaduct 'de Netkous' in het Beatrixkwartier.

Vier lijnen van RandstadRail (3, 4, 34 & E) rijden door het Bezuidenhout. Zij doen drie stations aan, Den Haag Centraal, Beatrixkwartier en Laan van NOI. In het wijkdeel Beatrixkwartier rijden drie lijnen (3, 4 & 34) door de imposante Netkous, die in 2006 in gebruik is genomen.

#### Metro
RET metrolijn E heeft haar eindpunt op Den Haag Centraal en biedt als onderdeel van RandstadRail een moderne lightrail naar Rotterdam Zuid (metrostation Slinge), waarbij naast Rotterdam Centraal het verstedelijkte gebied tussen Den Haag en Rotterdam wordt aangedaan. Metrolijn E heeft naast het eindpunt Den Haag CS een halte in het Bezuidenhout op treinstation Laan van Nieuw Oost-Indië.

## Straten en onderdelen
Grote straten in de wijk zijn:
- Bezuidenhoutseweg, de straat die de afscheiding vormt tussen het Haagse Bos en het Bezuidenhout. In het Haagse Bos ligt Paleis Huis ten Bosch, waar koning Willem-Alexander met zijn familie woont. Het landgoed grenst aan de Bezuidenhoutseweg.
- Carel Reinierszkade, vormt de grens met de wijk Mariahoeve. Vernoemd naar Carel Reyniersz, Gouverneur-generaal van de VOC van 1650 tot 1653.
- Juliana van Stolberglaan, in 1898 vernoemd naar de moeder van Willem van Oranje.
- Laan van Nieuw Oost-Indië, in 1894 vernoemd naar de herberg Nieuw Oost-Inje.
- Loudonstraat, op 27 juni 1927 vernoemd naar Mr. James Loudon, Gouverneur-generaal van Nederlands-Indië van 1872 tot 1875. Aan deze straat staat het stadsdeelkantoor.
- Prins Clauslaan, parallelweg van de Utrechtsebaan.
- Schenkkade, in 1911 genoemd naar de Schenkwetering.
- Theresiastraat, in 1885 vernoemd naar koningin Emma. Het is een winkelstraat, die de Laan van N.O.-Indië kruist.
- Stuyvesantplein, vernoemd naar Peter Stuyvesant, de stichter van Nieuw Amsterdam.

## Onderwijs in Bezuidenhout
Basisonderwijs

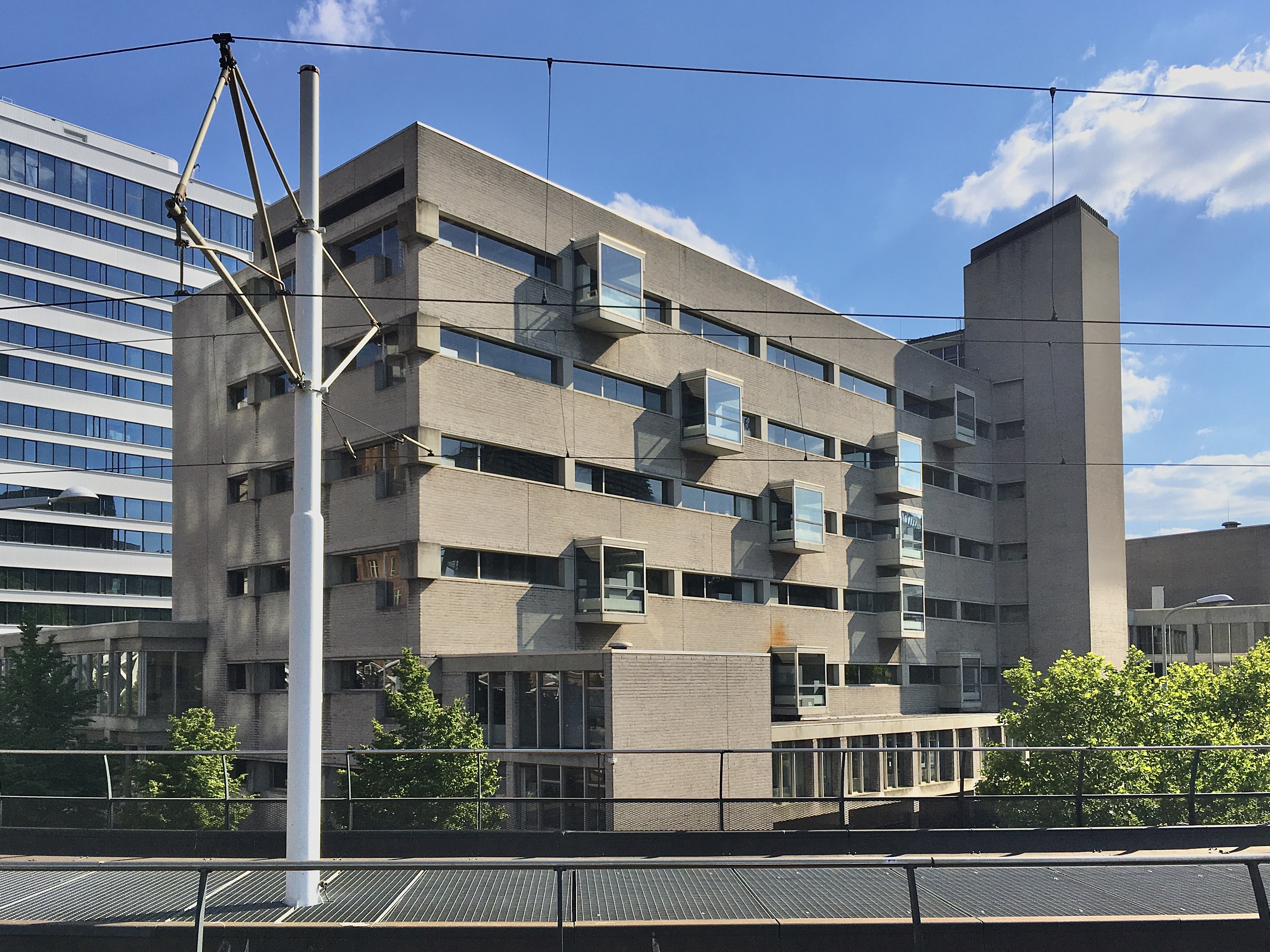
Koninklijk Conservatorium (2020)

- Liduïnaschool aan de Amalia van Solmsstraat.
- KC Wondersteboven aan de Louise Henriëttestraat.
- Van Heutszschool, openbare basisschool aan de Van Heutszstraat 12, gefuseerd tot Basisschool De Roseboom, later HSV International Primary School.
- Van Hoogstratenschool aan de Spaarwaterstraat.
- Nutsschool Bezuidenhout aan de Merkusstraat.

Voortgezet onderwijs
- Zandvliet (Den Haag) aan de Bezuidenhoutseweg.

MBO
- ROC Mondriaan aan de Helenastraat.

HBO
- Hogeschool Inholland aan de Theresiastraat.

Het Koninklijk Conservatorium was tot 2021 gevestigd in Bezuidenhout, aan de Juliana van Stolberglaan. De opleiding verhuisde dat jaar naar Amare aan het Spuiplein.

## Kerken in Bezuidenhout
- Christus Triumfatorkerk, Protestant, gelegen aan de Juliana van Stolberglaan.
- O.L.V.-van-Goede-Raad, Rooms-Katholiek, gelegen aan de Bezuidenhoutseweg.

## (Semi)overheid in Bezuidenhout
- VROM-gebouw aan de Rijnstraat.

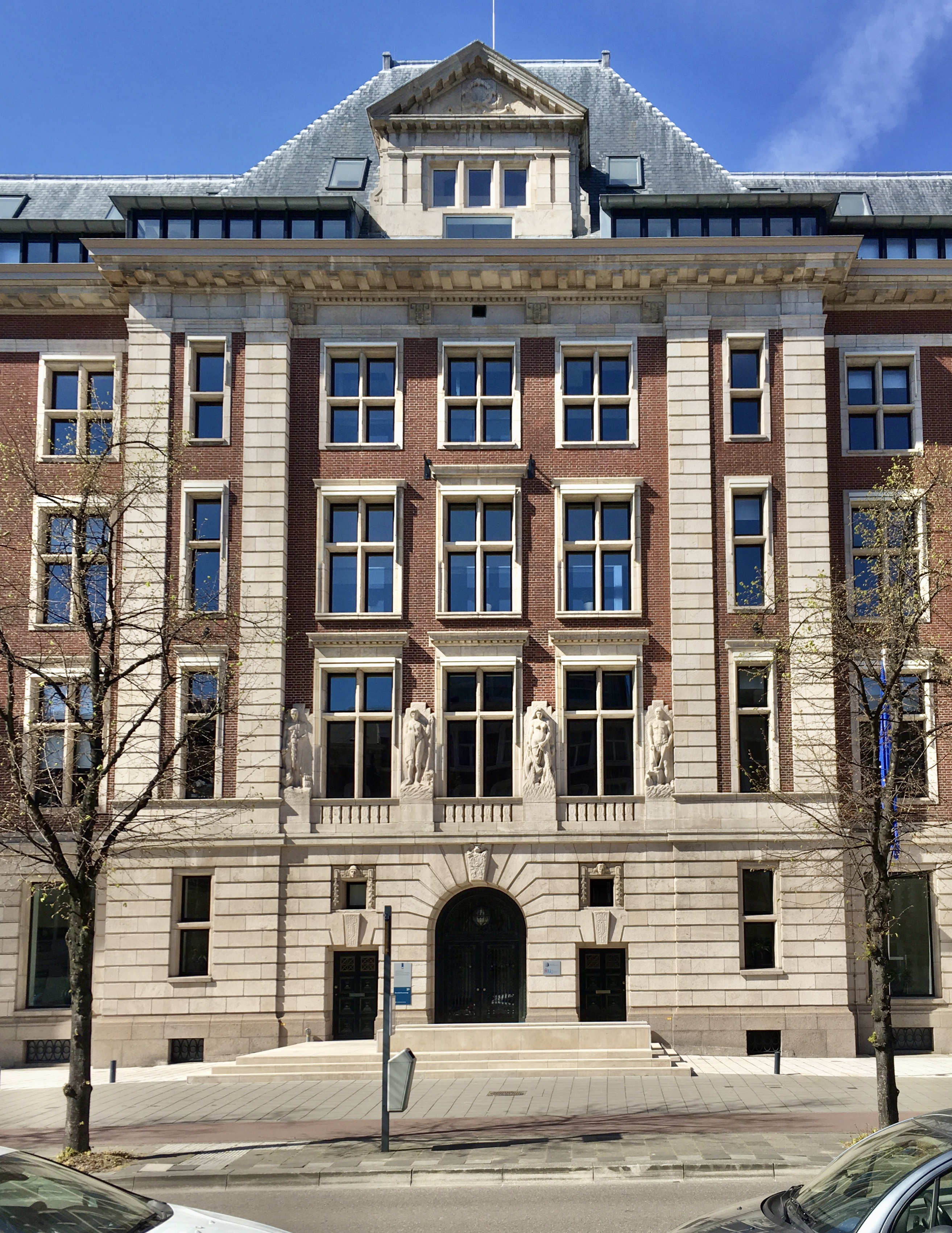
Zetel van het Centraal Planbureau aan de Bezuidenhoutseweg in Den Haag (2020)

- Ministerie van Onderwijs, Cultuur en Wetenschap aan de Rijnstraat
- Ministerie van Economische Zaken en het ministerie van Landbouw, Natuur en Voedselkwaliteit aan de Bezuidenhoutseweg 73.
- Ministerie van Sociale Zaken en Werkgelegenheid aan de Anna van Hannoverstraat.
- SER (Sociaal-Economische Raad) aan de Bezuidenhoutseweg.
- Centraal Planbureau (CPB) aan de Bezuidenhoutseweg.
- Tweede Kamer der Staten-Generaal aan de Bezuidenhoutseweg

## Bekende mensen die in het Bezuidenhout woonden
- Ton Beckers, dirigent/componist van Rotterdams barokensemble en Leids kamerkoor, woonde aan de Merkusstraat.
- mgr. W.A.E. Bokeloh, deken van Den Haag, woonde aan de Bezuidenhoutseweg.
- F. Bordewijk (1884-1965), letterkundige, auteur, advocaat, woonde in de 1e v.d. Boschstraat en aan de Schenkkade.
- mgr. mr. Frans J.C.M. Op de Coul (1894-1961), protonotarius apostolicus, directeur van het Katholiek Bureau voor het Onderwijs, woonde aan de Bezuidenhoutseweg.
- Jacob Jan Cremer (1827-1880), schrijver, voordrachtskunstenaar en schilder, woonde aan de 2e v.d. Boschstraat.
- Laurentius Nicolaas Deckers (1883-1978), politicus en minister o.a. van Defensie en Landbouw en Visserij.
- Coen Flink (1932-2000), acteur, en zijn vrouw Ellen van Hemert, actrice, woonden in de jaren zestig aan de Carel Reinierszkade.
- Vincent van Gogh (1853-1890), schilder, woonde van 1881-1883 aan de Schenkweg 138, thans Hamelstraat.
- Willem van den Hout (1915-1985), pseudoniem Willy van der Heide, schrijver jongensboeken (Bob Eversserie), woonde in de 1e v.d. Boschstraat en het Van Imhoffplein.
- Piet de Jong (1915-2016), minister van Defensie, later minister-president, woonde in een van de bijgebouwen van Paleis Huis ten Bosch.
- Anton de Kom (1898-1945), auteur, activist, verzetsstrijder, woonde in de Johannes Camphuysstraat, waar hij in 1944 werd gearresteerd door de Sicherheitsdienst.[16]
- Richard Krajicek (*1971), internationaal proftennisser, woonde in het Bezuidenhout
- Herman Krebbers (1923-2018), violist, woonde in de jaren vijftig en zestig aan de Carel Reinierszkade
- Rob Kurvers (1941), pastoor van de Heilige Driekoningenparochie, woonde aan de François Valentijnstraat
- Henk van der Meijden (*1937), gossip-journalist, groeide op in het Bezuidenhout.
- Marius Monnikendam (1886-1977), componist, organist, woonde in de Adelheidstraat.
- mr. Egbert Myjer (*1947), rechter in het Europees Hof voor de Rechten van de Mens te Straatsburg, woonde aan de Juliana van Stolberglaan.
- Otto Willem de Nobel (1867-1950), koordirigent en componist, woonde in de Adelheidstraat.
- Charles Edgar du Perron (1899-1940), letterkundige, auteur, woonde aan het Van Imhoffplein.
- J. van Oudshoorn, pseudoniem van Jan Koos Feijlbrief (1876-1951), prozaschrijver, ambtenaar, woonde aan de Laan van Nieuw Oost-Indië en het Van Imhoffplein.
- Hans Ouwerkerk, burgemeester van Emmen, Zaanstad en Groningen, woonde in de Louise de Colignystraat.
- mgr. N.Ph.J. van Ruyven, eerste regent van het klein-seminarie Leeuwenhorst te Noordwijkerhout, later pastoor parochie O.L.Vrouw van Goede Raad, woonde aan de Koningin Marialaan.
- dr. Martinus Wilhelmus Schwencke (1706-1785), stadsdokter, botanicus, woonde vanaf 1752 op Hoeve Zandvliet aan de Bezuidenhoutseweg, alwaar hij een hortus medicus aanlegde.
- J.H. (Koos) Speenhoff (1869-1945), volksdichter, liedjeszanger, is bij het bombardement van 3 maart 1945 omgekomen .
- Cees Stolwijk (1918-1985), dirigent, directeur van het Rotterdams Conservatorium.
- Conny Stuart, pseudoniem van Cornelia van Meijgaard, (1913-2010), zangeres, cabaretière, musicalster, woonde in het Bezuidenhout.
- Paul Verhoeven, internationaal filmregisseur, zijn vader was hoofd van de Van Heutzschool; de familie woonde in de Gerard Reijnststraat.
- Paul van Vliet (1935-2023), cabaretier, woonde aan de Juliana van Stolberglaan.
- Bram van der Vlugt (1934-2020), acteur, woonde in het Bezuidenhout tijdens de Tweede Wereldoorlog.
- drs W.A.J. Wakelkamp (1924-2017), musicoloog, dirigent-componist van o.a. Residentiekoor en Leids Alma Materkoor, woonde in de Hendrik Zwaardecroonstraat.
- Antoon van Welie (1866-1956), society-schilder, woonde in het Bezuidenhout.
- Johan de Witt (1625-1672), raadpensionaris, werd in 1672 samen met zijn broer Cornelis vermoord, woonde in een hoekhuis aan de Rijnstraat.[bron?]
- Jan Buijs (1889-1961), architect, woonde tijdens de Tweede Wereldoorlog aan het Stuyvesantplein.
- Wilhelmus Bernardus van Liefland, architect en stedenbouwkundige, bouwde zijn eigen huis aan de Bezuidenhoutseweg 3.
- Jo Limburg (1864-1945), architect, zat ondergedoken in het Bezuidenhout en kwam om het leven bij het bombardement van 3 maart 1945.
- Johannes Wierts, componist, woonde in de Wilhelminastraat.[17]
- Lodewijk (Louis) Antonius Hermanus de Wolf (1871-1923), architect
- Roel van Duijn (1943), politicus en politiek activist[18]
- Bart Chabot, dichter en schrijver, groeide op in de Wilhelminastraat.[19]

## Trivia

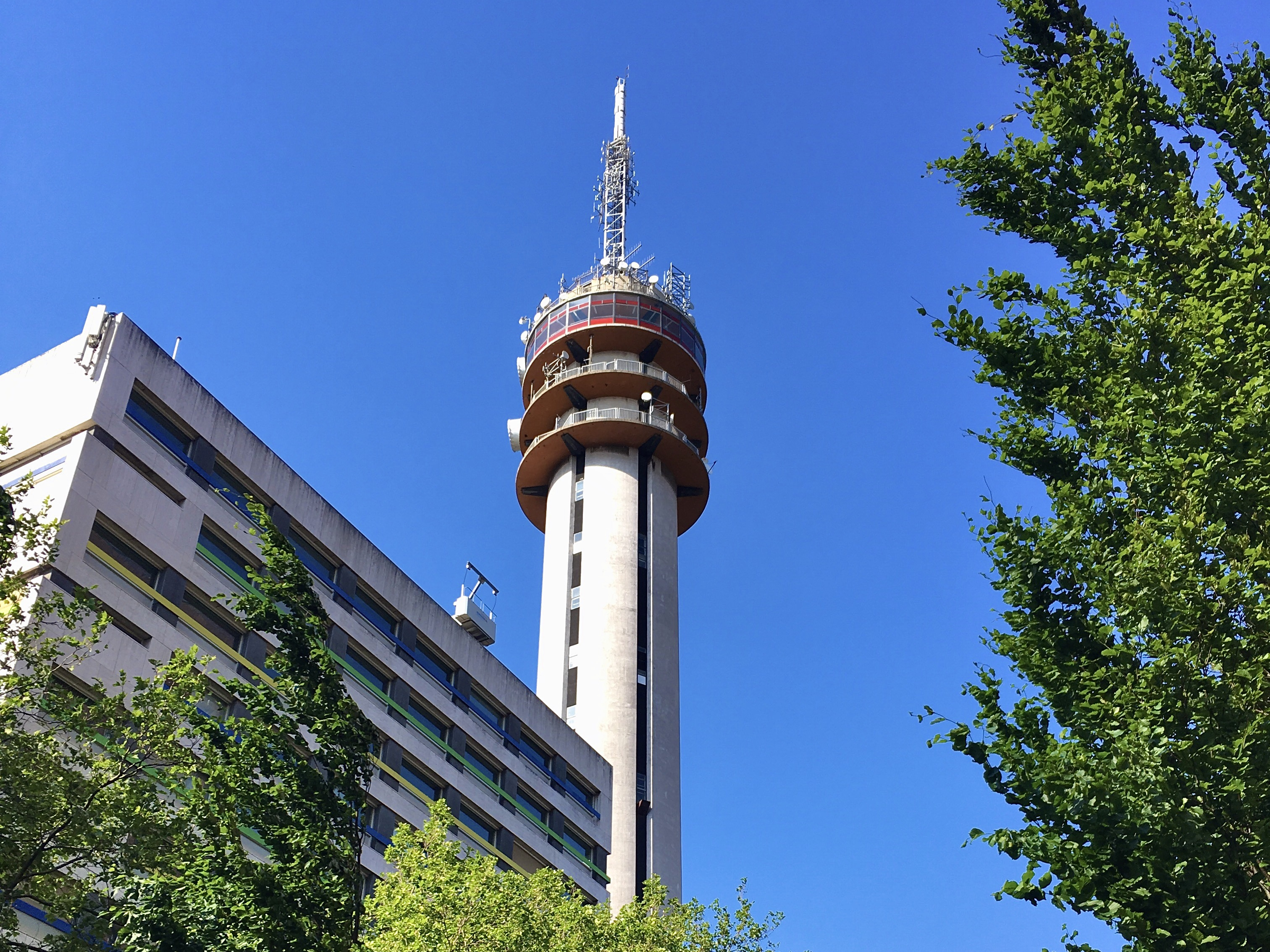
Zendmast Bezuidenhout uit 1965

- Stadsdeelwethouder is Saskia Bruines.[bron?]
- In november 1987 leverden architect en stedenbouwkundige Wladimir Roemjantsev en Bram van Hengel de woontoren Witte Anna op aan Haagwonen. Op de 20e verjaardag van de toren waren de bouwtekeningen in de expositieruimte van het gebouw te zien.
- Op 1 januari 2008 is de hoofdprijs van de Postcodeloterij gevallen in het Bezuidenhout op postcode 2593 ZN.[20] 13,95 miljoen euro is verdeeld over enkele bewoners van de Joan Maetsuyckerstraat in Bezuidenhout-oost, eenzelfde bedrag is verdeeld over overige loten met de postcode 2593.
- De oorspronkelijk 100 meter hoge zendmast Bezuidenhout uit 1965 was 33 jaar lang het hoogste bouwwerk in Den Haag.